# Guerras de los Castores
Las Guerras de los Castores, también conocidas como Guerras Iroquesas o Guerras franco-iroquesas, son la denominación de una serie de conflictos librados en la segunda mitad del siglo XVII en el noroeste de Norteamérica. Alentados y armados por sus socios comerciales ingleses y neerlandeses, los iroqueses intentaron expandir su territorio alrededor de la región de los Grandes Lagos y monopolizar el comercio de pieles que suministraba dicho producto a los mercados de Europa. Durante los conflictos se enfrentarían las tribus de la Confederación iroquesa contra los colonos franceses y sus aliados, principalmente pueblos de habla algonquina.
Las guerras fueron extremadamente sanguinarias y se consideran uno de los episodios más sangrientos de la historia de América del Norte. La ampliación del territorio iroqués significó un reajuste en la geografía étnica de Norteamérica, destruyendo grandes confederaciones tribales como los hurones, neutrales, erie y conestoga, empujando a las tribus orientales al oeste del río Misisipi. El territorio del Ohio y la península inferior de Míchigan fueron prácticamente despojados de sus pueblos originarios, que huyeron en calidad de refugiados al oeste. No mucho después, dichas regiones fueron repobladas por los mismos pueblos, aunque en general como "repúblicas" indígenas, en vez de homogéneas y discretas "tribus".
Las sociedades algonquinas e iroquesas se vieron profundamente afectadas por estos enfrentamientos. El conflicto disminuyó su intensidad cuando los iroqueses perdieron a sus aliados neerlandeses en la colonia de los Nuevos Países Bajos, y con el creciente deseo francés de tener a los iroqueses como aliados contra la invasión inglesa. Posteriormente, los iroqueses se convertirían en socios comerciales de los británicos, convirtiéndose en un componente crucial de su ulterior expansión utilizando las conquistas iroquesas como una pretensión sobre el Viejo Noroeste.

## Antecedentes
La Confederación iroquesa era una alianza político-militar entre las tribus de los mohawk, seneca, cayuga, oneida y onondaga. Todas hablaban distintos dialectos de una misma lengua comprensible entre sí. Esta trajo una paz a dichas tribus y les dio el poderío para enfrentar a agrupaciones rivales, algunas más grandes y populosas. Obviamente, no todas las tribus de lenguas iroquesas entraron en la Confederación y algunas se volvieron sus principales rivales, como los hurones. Otros enemigos eran las tribus algonquinas.

### Primeros contactos
El primer encuentro entre iroqueses y europeos se dio en el viaje del francés Jacques Cartier en 1535. Recorrió el valle del río San Lorenzo (francés: Saint Lawrence) donde identificó a los iroqueses que ahí vivían como laurencianos o estadaconeses, grupo independiente de la Confederación. Cartier escribió que estaban en guerra con una tribu llamada tudomanos, que habían destruido uno de sus fuertes el año anterior, costando 200 vidas. Cartier volvió en 1541-1542 y aun existían ambos pueblos, pero las guerras y políticas europeas retardaron la colonización del valle hasta inicios del siglo XVII. En 1603 los galos volvieron encabezados por Pierre Dugua de Mons pero los laurencianos habían desaparecido, sus villas de Stadacona y Hochelaga destruidas por un enemigo desconocido y el territorio estaba poblado por innu (montagnais) y algonquinos.
La tradición oral iroquesa recogida en las Relations des Jésuites de la Nouvelle-France, habla de una guerra entre mohawk contra conestoga y algonquinos entre 1580 y 1600. Cuando Dugua llegó al valle de San Lorenzo se encontró que la zona había vivido una larga y sangrienta guerra al estilo feudal. Antes de 1603 el aventurero francés Samuel de Champlain había formado una alianza ofensiva contra los iroqueses. Su razón era comercial, pues los indios canadienses eran su fuente de peletería, y los iroqueses interferían en el comercio. Desembarcó en Tadoussac y su pequeña compañía de aventureros franceses fue contratada por 300 innu y algonquinos y 100 hurones para ayudarlos en la guerra contra los mohawk. El primer encuentro fue una batalla campal en 1609, librada por iniciativa de Champlain. Él escribió: «No había llegado con otra intención que la de hacer la guerra». Esta se dio el 30 de julio, Champlain combatió acompañado de sus aliados algonquinos contra 300 iroqueses, principalmente mohawk, a las orillas del lago que hoy lleva su apellido. Él mismo mató a dos jefes iroqueses e hirió a un tercero con un arcabuz con llave de mecha. Un año después, Champlain y su compañía de arcabuceros ayudaron a los innu, hurones y algonquinos a derrotar a un gran destacamento de incursores iroqueses. Mientras los innu y algonquinos tomaron el control del área quitada a los iroqueses, los hurones fueron alentados por los franceses a expandir su territorio más hacia el oeste. En 1615 Champlain se une a una incursión de 300 hurones y algonquinos y asedia una villa iroquesa, probablemente onondaga. El prolongado sitio finalmente falló, y Champlain resultó herido.

Territorio de los laurencianos en torno a 1535.

### Competencia neerlandesa
En 1610 los neerlandeses establecen un puesto comercial al borde del territorio iroqués, en el valle del río Hudson, dándoles acceso directo a los mercados europeos y eliminando la necesidad de depender de intermediarios de otras tribus y franceses. El nuevo puesto les ofrecía valiosas herramientas a cambio de pieles de animales. Así empezaron las cacerías a gran escala. A partir de entonces comienza a escalar el conflicto entre iroqueses y los indios aliados de los galos. Los iroqueses vivían en el actual territorio de Nueva York, al oeste de Hudson y al sur del lago Ontario. Comprendían una isla étnica rodeada por pueblos algonquinos, como los shawnee al oeste de Ohio, y las confederaciones de tribus iroquesas hurona y neutral, que ocupaban el sur del lago Hurón y el oeste del Ontario respectivamente.
Entre 1610 y 1615 los mohawk estaban en guerra con sus enemigos septentrionales (hurones, innu y algonquinos), pero eso no los detuvo de atacar a los conestoga con apoyo neerlandés (creían que los franceses apoyaban a los conestoga). Hubo que esperar hasta 1622 para que la Confederación y sus enemigos septentrionales pactaran la paz y pusieran fin a medio siglo de guerra. Esta nueva paz no sobreviviría más que un par de años. Al mismo tiempo, los mohicanos comienzan a cobrar tributo a los neerlandeses por cruzar sus tierras y eso lleva a los mohawk a declarares la guerra, pero esto daño al comercio neerlandés y negociaron una tregua en 1613. Cuatro años después ese conflicto volvió a estallar y los neerlandeses deben abandonar Fuerte Nassau, cerca de la actual Albany en 1618, pero logrando pactar una nueva paz ese año.

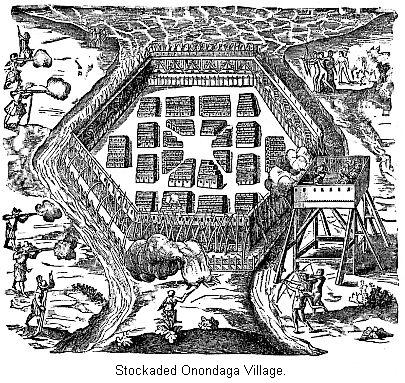
Dibujo que muestra el asedio francés de un fuerte iroqués.

Los europeos trajeron una epidemia de viruela que arrasó Nueva Inglaterra entre 1617 y 1619, matando al 90 % de los indios de las regiones costeras. Una segunda peste en 1633-1634 se extendió hasta los Grandes Lagos, y fue vista por los colonos puritanos como un regalo divino que diezmo a las tribus hostiles.

### Reinicio del conflicto
En 1624 los algonquinos y franceses atacan a los iroqueses, pero estos optaron por firmar la paz. La Confederación estaba más preocupada porque los mohicanos actuaban como intermediarios cobrando tributos a quienes querían vender pieles a los europeos en Fuerte Orange, y cuando ofrecieron a los algonquinos del San Lorenzo comerciar con el fuerte en lugar de los galos, los iroqueses entendieron que los neerlandeses los verían como mejores socios. Los neerlandeses no pudieron frenar la guerra cuando los mohawk atacaron a los mohicanos, y en cuatro años los expulsaban al este del Hudson y monopolizaban el comercio con Fuerte Orange.
Los iroqueses, especialmente los mohawk, confiaban en ese comercio para adquirir armas de fuego y otros bienes europeos. Hacia los años 1630, gracias a los neerlandeses, los iroqueses tenían suficientes armas y se hacían experimentados en el uso del arcabuz por sus constantes guerras con sus enemigos tradicionales. Por otra parte, los franceses prohibieron el comercio de estas armas a sus aliados, aunque a veces las regalaban cuando algunos indios se convertían al cristianismo. Aunque el foco de los ataques iroqueses eran los algonquinos, hurones, mohicanos e innu, la alianza de estos con los galos llevó a un sangriento conflicto directo. Pero la introducción de estas armas también aceleró el declive de la población de castores, tanto que para 1640 estaban casi extintos en el valle del Hudson. A medida que estos desaparecían en sus territorios en la segunda mitad del siglo, los iroqueses iniciaron sus guerras de expansión. El núcleo del comercio de pieles se desplazó a las regiones frías del sur del actual Ontario, en territorio de los neutrales y hurones, socios de la Nueva Francia. Desplazados del comercio por sus enemigos y con una población decreciente por las enfermedades, los iroqueses decidieron ampliar su área de control.
Los ingleses empiezan a participar de estas guerras con la toma de Quebec en 1629, pero devolviéndola a los galos tres años después. Durante aquellos años algonquinos e innu no tuvieron acceso a las armas de fuego y fueron vulnerables a los ataques mohawk, considerándose a veces este el comienzo de las Guerras de los Castores. La Confederación intento hacer un acuerdo comerciar con los hurones, pero estos eran conscientes de su ventaja numérica y se negaron. Con el asesinato de un cazador iroqués por guerreros hurones en un territorio disputado por ambos pueblos se iniciaba la guerra. La paz de 1627 entre la Confederación y sus rivales septentrionales quedaba rota.

### Tácticas
Los jefes guerreros iroqueses eran elegidos por las matriarcas de cada clan. Ellas decidían cuando ir a la guerra y monitoreaban permanentemente el sistema político. Los enfrentamientos en la Norteamérica de los siglos XVII y XVIII eran considerados como la «guerra india», basada en rápidas incursiones en territorio enemigo, escaramuzas y emboscadas donde primaba el factor sorpresa, el combatiente individual, el fuego aislado y buscar un lugar seguro desde donde disparar. También eran importantes los fuertes, centros de población, comercio y de control estratégico de las zonas cercanas. Eran raras las grandes batallas en campo abierto con formaciones clásicas y fuego masivo.
Inicialmente los iroqueses usaban las mismas tácticas y armamento de sus vecinos, con arcos, flechas, escudos y armaduras corporales hasta la introducción del arcabuz por Champlain en 1609, quedando un cuarto de siglo en desventaja por carecer de esta arma. La única solución encontrada era fingir retiradas para atraer a los algonquinos a emboscadas y forzarlos a combate cuerpo a cuerpo antes que pudieran usar sus arcabuces. Los escudos y arcos se hicieron secundarios frente a la clava y la lanza. Los iroqueses quedaron a la defensiva, intentado retener sus territorios de cacería. A partir de 1630 consiguen armas de fuego y sus tácticas se basan en buscar protección para sus tiradores. Se dedican a las guerrillas con sus arqueros y mosqueteros, combatiendo a campo abierto con clavas, tomahawky primitivas armaduras. Al hacerse cada vez más extensivo el uso de arcabuces, las inútiles armaduras son abandonadas y se prioriza la movilidad del guerrero y la precisión de sus armas.
Para 1641 los iroqueses han modernizado su forma de guerrear con las armas neerlandeses. Disparaban por las rendijas de las empalizadas al asaltar los fuertes. En campo abierto cargan y disparan a poca distancia para espantar al enemigo. Las hachas y clavas son desplazadas por tiradores ocultos mientras el enemigo sigue buscando combate cuerpo a cuerpo en campo abierto. Solo gracias a estas podían vencer con relativa facilidad a sus enemigos, más numerosos pero peor armados.
Finalmente, sus enemigos abandonan la idea del combate corporal y buscan como compensar el atraso material y táctico. En 1647 los hurones forman una luna creciente para enfrentarlos, cuando los iroqueses atacan los hurones se tiran al suelo y cuando están recargando disparan. Esto hace que los iroqueses prefieran atacar desde las orillas de los ríos a los convoyes de canoas huronas para robar sus pieles y comprar más armas hasta tener una absoluta superioridad. Para esas emboscadas fluviales usaban largas líneas de tiradores. Siempre intentaban extender lo máximo posible su línea para envolver al enemigo, pero para eso necesitaban movilizar grandes ejércitos.

### Poder militar y demografía
Los iroqueses en los años 1630 eran no menos de 20 000, quizás hasta 30 000, aunque las pestes y guerras los disminuyeron mucho al comenzar la segunda mitad de la centuria. Estaban divididos en clanes (3 mohawk, 3 oneida, 10 cayuga, 9 onondaga y 9 seneca).
Su organización política coordinaba una eficiente producción agrícola que les permitía movilizar ejércitos de campaña mayores que sus vecinos. Pero rara vez ponían más de 1200 guerreros en una incursión, usualmente entre 500 a 1.000. Nunca sobrepasaron los 2.000. Para compensar las altas bajas de las guerra, los iroqueses debían adoptar a gran número de prisioneros. Los prisioneros debían ser adoptados dentro de un clan, y esto se daba cuando un hombre tomaba a un extranjero como hermano o hermana, o una mujer a un foráneo como hijo o hija. Cuanto más mermado un clan, más probable que hubiera una adopción masiva.
Las crónicas dicen que en 1595, antes de las guerras y pestes, podían congregar hasta 8000 lanzas. Sin embargo, en los años 1630 se tiende a cifrar en 4000 ó 5000 guerreros, aunque otros los rebajan a 3000 en 1634 (después de la epidemia) y 2200 a finales de la década. Según el testimonio del misionero jesuita Jacques Bruyas, que vivió con ellos entre 1666 y 1712, la Confederación no pasaba de tener 2000 guerreros.

## El conflicto

### Primeros años

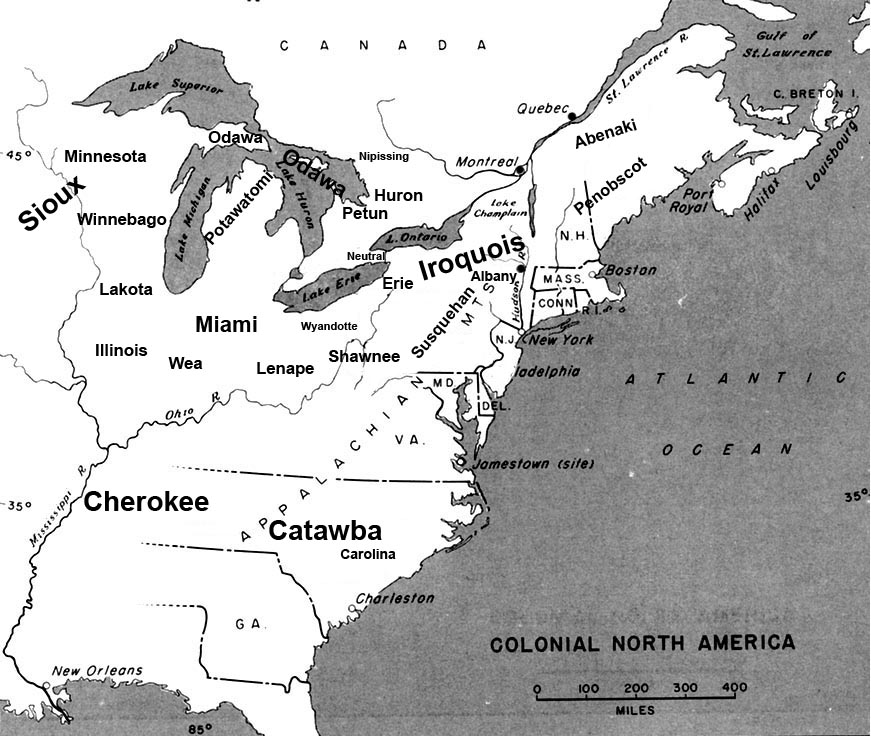
Mapa que muestra la localización aproximada de las mayores tribus y sus asentamientos.

Las poblaciones de castores en territorio iroqués, fuente de sus pieles, empezó a declinar a fines de los años 1630, a diferencia de las tierras de sus vecinos más pequeños. En 1636 trescientos iroqueses penetraron por el valle de Richelieu pero la tropa fue emboscada por los innu cerca de una aldea mohawk, resultaron veintiocho iroqueses muertos y cinco prisioneros. En la primavera de 1637, una partida de algonquinos e innu intentaron invadir territorio mohawk pero fueron vencidos, sus líderes muertos y los sobrevivientes volvieron en desorden a sus tierras. Los vencidos buscaron aliarse con hurones y franceses, pero ambos se negaron por su indisciplina. Una ofensiva iroquesa acabaría por expulsar a los algonquinos e innu más al norte, forzándose a los primeros a huir del valle de Ottawa y los segundos a Quebec.
Entre tanto, en el frente hurón, en 1634 los seneca lanzaron una ofensiva contra los hurones, causándoles numerosas bajas. Un año después quinientos guerreros hurones se prepararon para asaltar una villa seneca, pero los iroqueses se enteraron, prepararon sus defensas y lanzaron un ataque preventivo, dando muerte a doscientos hurones y capturando a un centenar; los seneca habían ganado una breve guerra. Ese mismo año de 1635 ambas confederaciones pactaron la paz.
En 1636 los hurones atacaron a los iroqueses con éxito, haciéndose de un prisionero. En abril de 1637 un hurón volvió a su hogar desde territorio seneca para advertir a su gente de que los iroqueses se preparaban para cortar la ruta comercial entre el asentamiento francés de St. Lawrence y Huronia. En agosto quinientos iroqueses establecieron un campamento al norte del asentamiento, en la costa del lago St. Peter para cumplir ese propósito; los europeos pidieron ayuda a los hurones. Durante ese verano se producen varios choques entre canoas en el lago St. Lawrence, durante uno de ellos fue capturado el jefe hurón Taratouan y veintinueve guerreros por los oneida, fueron ejecutados brutalmente. La muerte de Taratouan motivo a los hurones a reconstruir su alianza con los algonquinos y preparar su venganza. Finalmente, a finales de la estación, ciento cincuenta hurones rompieron el bloqueo y en septiembre emboscan una partida de veinticinco o treinta iroqueses en la costa del lago Ontario. Ocho iroqueses son capturados, uno es ejecutado en el lugar y otros torturados después hasta morir. Los oneida respondieron saqueando la villa hurona de Ossossané, en Wendake. En aquellos momentos el famoso shamán Tehorenhaennion intentaba curar una epidemia.
En la primavera de 1638 los hurones contraatacaron con ayuda algonquina. Una expedición de tres centenares de guerreros entró por el valle de Trent o de Ottawa en territorio iroqués. Sorpresivamente se encontraron con cien iroqueses que detectaron a sus exploradores y capturaron a uno. El prisionero mintió asegurando que la partida aliada era inferior en número. Los iroqueses construyeron confiadamente un pequeño fuerte pero fueron rodeados sin demora. En venganza, el cautivo fue despedazado. La mayoría de los sitiados empezó a preparar la fuga, pero su líder, el oneida Ononkwaia, se negó y llamó a luchar. Resultaron setenta u ochenta muertos, ocho prisioneros –llevados a Huronia para morir torturados– y cuatro o cinco sobrevivientes que lograron huir. La batalla significó que los oneida quedaron casi sin hombres adultos, el Consejo iroqués obligó a las mujeres de la tribu a casarse con mohawk para prevenir su desaparición. Los hurones lanzaron más incursiones y tomaron un centenar de cautivos. Los seneca se vengaron infligiendo una grave derrota a los hurones, causa de que fueran los enemigos más temidos por estos.
Los wenro habían servido como un Estado colchón entre iroqueses y neutrales y erie, estas dos últimas confederaciones eran más grandes y poderosas que las Cinco Naciones, lo que había impedido su expansión al oeste hasta entonces, llevándoles a centrarse en el norte. Los wenro fueron abandonados a su suerte por sus aliados y sus territorios tomados por los iroqueses. Eran apenas 1200 a 2.000, quizás 3000 como mucho. Los seneca lideraron una campaña en que la mayoría de los wenro fueron muertos o capturados. Cerca de 600 sobrevivientes hambrientos pidieron permiso para refugiarse en la villa hurona de Ossossané, aunque serían capturados en la posterior conquista de Huronia. Los últimos grupos de wenro que resistían fueron vencidos al este del río Niágara en 1643, debiendo huir con los neutrales.
En el verano de ese año los hurones se sentían seguros de forzar a las Cinco Naciones a pagar reparaciones de paz y a pesar de cierta oposición, la mayoría de sus jefes esperaban vencer. Su anterior victoria sobre los oneida motivo a sus jóvenes a asesinar a un seneca. En la primavera de 1639 lanzaron un primer ataque y en mayo llegaban a Huronia doce a veinte prisioneros seneca. Los neerlandeses, sus únicos socios comerciales europeos, cuyas mercancías descendían por los puertos comerciales en el Hudson para seguir a Europa, animaron a los iroqueses a seguir luchando. Como la fuente de pieles iroquesa había disminuido, los ingresos de los puestos también.

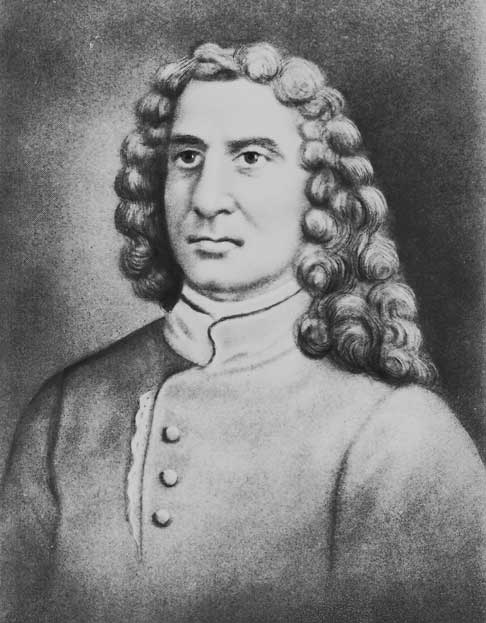
El gobernador de Nueva Francia, Charles de Montmagny, rechazó la paz con los mohawks en 1641 porque implicaría el abandono de sus aliados hurones.

### Relaciones con los franceses

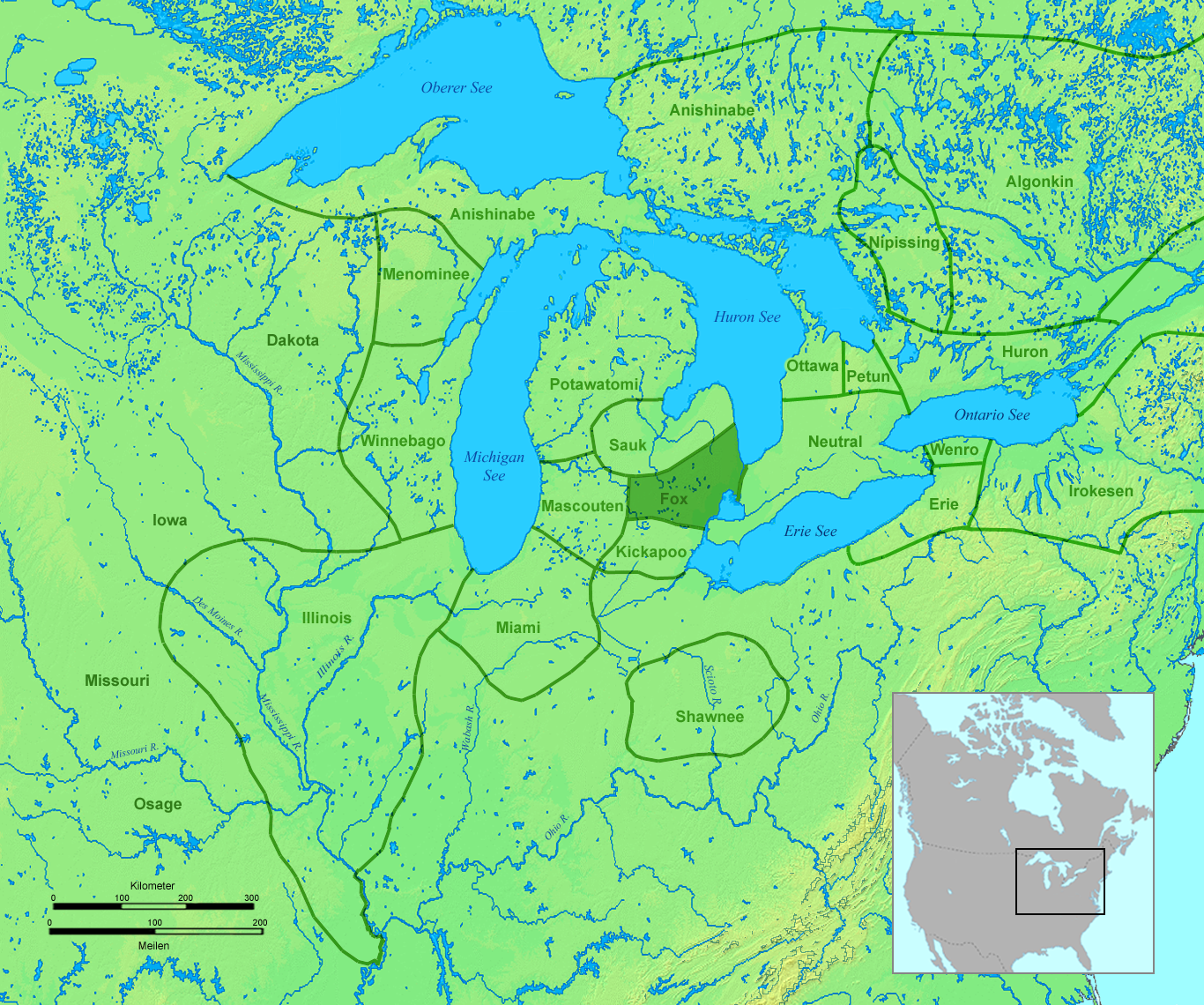
Mapa de las tribus de la región de los Grandes Lagos entre 1630 y 1650.

En 1641, 700 mohawk viajaron a Trois-Rivières, en Nueva Francia, a proponer la paz con los franceses y sus tribus aliadas, y pidieron a los franceses que crearan un puesto comercial en Iroquesia. El gobernador Charles de Montmagny rechazó la propuesta, ya que hubiera supuesto el abandono de sus aliados hurones. La guerra comenzó formalmente a principios de los años 1640 con ataques iroqueses a las aldeas huronas fronterizas a lo largo del río San Lorenzo, con la intención de perturbar su comercio con los franceses. La interrupción llegó a tal nivel que los franceses pidieron a las tribus negociar juntos un tratado con el que poner fin a la guerra. Dos líderes iroqueses, Deganaweida y Koiseaton, viajaron a Nueva Francia para tomar parte en las negociaciones. Los franceses estuvieron de acuerdo con la mayoría de las demandas iroquesas, entre ellas la concesión de derechos de tráfico en Nueva Francia. Al verano siguiente, una flota iroquesa de ochenta canoas cargadas de pieles navegó a los dominios franceses con intención de venderlas. Al llegar, los franceses se negaron a comprar las pieles, y en su lugar se dijo a los iroqueses que se las vendieran a los hurones, que actuarían como intermediarios. Los iroqueses estaban indignados y la guerra se reanudó.
Los iroqueses decidieron armarse comprando mosquetes a los neerlandeses, hasta su expulsión en 1672 les vendieron más de 30 000 pieles de castores. Para 1641 los iroqueses ya habían recibido más 400 mosquetes.
Los franceses estaban inquietos por el reciente estallido de la guerra, y decidieron participar directamente en el conflicto. Para obtener superiores fuerzas los hurones y los conestoga formaron una alianza contra la agresión iroquesa en 1647. Esta nueva combinación los hacía mucho más numerosos que los iroqueses. Los hurones intentaron romper la Confederación iroquesa negociando por separado la paz con los onondaga y los cayuga, pero las otras tribus interceptaron a sus mensajeros, poniendo fin a las negociaciones. El verano de 1647 vio varias pequeñas escaramuzas entre las tribus. En 1648 se libró una gran batalla cuando dos tribus algonquinas intentaron pasar un convoy de pieles a través de un bloqueo iroqués. Su intento tuvo éxito y los iroqueses tuvieron numerosas bajas.
Los iroqueses utilizaron los años inmediatos que siguieron en fortalecer su confederación trabajando más estrechamente juntos bajo un liderazgo central efectivo. Aunque el funcionamiento de sus gobiernos sigue siendo en gran medida desconocido, en los años 1660 las cinco naciones iroquesas dejaron de luchar entre sí. Llegaron a ser capaces de coordinar planes económicos y militares entre las cinco tribus, fortaleciendo con ello sus intentos de conseguir un gobierno más avanzado que el de las tribus de los alrededores, con un control más descentralizado.
Aunque estas incursiones no fueron de ninguna forma constantes, cuando se producían eran terribles para los habitantes de Nueva Francia, e inicialmente los colonos se sentían impotentes para evitarlos. Algunos de los héroes franco-canadienses del folclore popular fueron personas que resistieron este tipo de ataques, como Dollard des Ormeaux, que murió en mayo de 1660, mientras hacía frente a una fuerza de ataque iroquesa en Long Sault, en la confluencia del río San Lorenzo y Ottawa. Según la leyenda, logró salvar Montreal con su sacrificio. Otro héroe (heroína en este caso) fue Madeleine de Verchères, que en 1692, con 14 años, llevó la defensa de la granja de su familia contra un ataque iroqués. Los franceses se negaron a hacer la paz con los iroqueses, ya que cada vez los veían más como peones de neerlandeses e ingleses.

### Derrota de los hurones
Los dirigentes iroqueses contaban con un continuo suministro de armas y pensaban estratégicamente, decidieron eliminar la amenaza que suponían los hurones y para empezar cortaron el comercio entre Quebec y Huronia.
En 1642 once canoas huronas son emboscadas en el Ottawa por los mohawk y oneida, llegando a Montreal solo 100 tripulantes. Esa temporada los iroqueses incendian la villa de Cotarrea después de matar a todos sus habitantes, pero los hurones, que estaban demasiado débiles, no responden y eso solo envalentona a los iroqueses, que atacan a toda tribu que era aliada de Huronia (algonquinos, neutrales y tionontaté) para aislarla. Los hurones intentan pactar con los onondaga pero sus embajadores son emboscados por los mohawk. El jesuita Isaac Jogues con dos compañeros son capturados por los iroqueses. Él deseaba convertirlos para lograr la paz, fracasa pero se integra a un clan mohawk. Durante 1645 la Confederación expulsa al este a algonquinos e innu. Al año siguiente mohegan y los casi vencidos algonquinos hacen una alianza. Proponen a los sokoki unírseles, pero estos masacran a algunos algonquinos en rechazo. Estos últimos creyeron que fueron los iroqueses y atacaron a los mohawk. Rápidamente fueron vencidos y expulsados tuvieron que guerrear con los lenape y munsee. En paralelo, una partida de 17 oneida vence al jefe nipissing Teswhat, matando a su hijo y capturando a dos de sus esposas, pero poco después son vencidos por 30 hurones y las prisioneras liberadas.

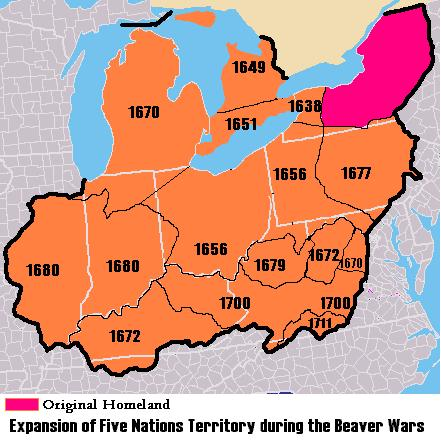
Expansión de la confederación entre 1638 y 1711.

En 1647 600 a 800 iroqueses con 300 arcabuces lanzan una nueva incursión, durante la cual una compañía onondaga es vencida y su jefe muerto pero la tribu aondironnon es dispersada. Entonces los conestoga ofrecen sus 1300 lanzas a los hurones para pactar una alianza pero son rechazados aunque esto les hubiera dado superioridad numérica. Los hurones intentaron romper la Confederación negociando por separado con los onondaga y cayuga, pero sus mensajeros fueron interceptados por las otras tribus. Ese verano se dieron varias escaramuzas.
Desde 1648 los colonos neerlandeses deciden vender directamente armas a la Confederación sin comerciantes de por medio, pronto los iroqueses acumulan más de 400. Después 300 seneca capturan la villa de Aondironnous y a la mayoría de sus habitantes. Luego sus hermanos asaltan otras dos o tres villas fronterizas antes de marchar sobre el corazón de Huronia. El 4 de julio el padre Antonio Daniel oficiaba la misa en la misión de Saint-Joseph II, antes llamada Teanaostaiac, cuando los iroqueses atacaron. La mayoría de sus 2000 habitantes, incluido el sacerdote, fueron muertos. Los pocos sobrevivientes huyeron a los bosques y el lugar fue quemado. Ese mismo día fue atacada la misión de Saint-Michel. Los hurones quedaron desmoralizados y cuando los jesuitas les llamaron a movilizar sus guerreros para defenderse no hicieron caso. En consecuencia, los hurones de las regiones más orientales migraron al oeste, más de 3000 se refugiaron en Sainte-Marie I. No todo eran éxitos para la Confederación. Dos tribus algonquinas forzaron el bloqueo iroqués con un convoy de pieles exitosamente, causando muchas bajas a sus enemigos.
En el invierno de 1648-1649 1.000 mohawk y seneca se infiltraron en los bosques hurones en pequeños grupos y pasaron el invierno en el área de Haliburton (Ontario). Poco después se concentraron y atacaron dos aldeas de la tribu attigneenongnahac, destruyéndolas y matando a miles en pleno corazón de Huronia. En 16 de marzo de 1649, la misión de Saint-Ignace II fue destruida y Juan de Brébeuf y Gabriel Lalemant tuvieron que huir a la vecina Saint-Louis. Durante la noche una masa de iroqueses se aproximó y solo 80 hurones quedaron para retrasarlos, y permitir la huida de los misioneros a Sainte-Marie I, pero ellos se negaron, fueron capturados y ejecutados al día siguiente. Actualmente son considerados mártires por la Iglesia católica. Las misiones y aldeas cercanas ardieron. Los habitantes de Saint-Michel enviaron 700 guerreros a perseguir a los iroqueses, pero antes que la partida volviera los desesperados residentes abandonaron y quemaron la misión. El 1 de mayo quince villas huronas fueron quemadas y los últimos resistentes decidieron atrincherarse en Sainte-Marie I. Una primera tropa de 200 iroqueses fue emboscada por 300 hurones cuando iban contra la misión, debiendo volver a Saint-Ignace. Tras esto, las Cinco Naciones reunieron un ejército de 2000 guerreros, lo que produjo una de las mayores batallas entre indígenas de Angloamérica. El 16 de junio ese ejército atacó la misión y solo 150 hurones mal armados los enfrentaron. Tras todo un día de lucha, 20 hurones tomados prisioneros fueron ejecutados sumariamente. Cerca de 700 hurones murieron en esa última campaña.
Los hurones huyeron con la Confederación Anishinaabeg, al norte de los Grandes Lagos, que dejó a los ottawa el contener temporal de la expansión iroquesa hacia el noroeste. Sin los hurones, ya no había tribus entre los iroqueses y Nueva Francia y una región rica en pieles estaba en manos de la Confederación. Los restos de los pueblos hurones permanecieron abandonados por largo tiempo en la mayoría de los casos. Unos 6000 a 8000 de ellos huyeron en mayo a Gahoendoe, «Isla Cristiana», cerca de la misión de Sainte-Marie II, en la bahía Georgiana, temiendo un ataque que no llegó. La fortificaron pero quedaron atrapados, pues no podían salir a buscar alimentos porque cazadores iroqueses merodeaban en las cercanías. Cientos murieron de hambre antes de llegar el invierno y 4000 más hasta junio de 1650.

### Adopciones
Unos 7000 hurones fueron capturados e integrados a la Confederación. La adopción masiva de prisioneros se hizo necesaria para reemplazar las bajas. Después de la campaña tenía menos de 1000 guerreros, pero pudo reconstruir sus fuerzas adoptando a hurones y tionontaté. Cerca de 1000 guerreros enemigos. La Relación Jesuítica de 1646-48 dice que los oneida siempre estuvieron en guerra con algonquinos y hurones hasta el punto que dos tercios de su población eran miembros de esas tribus adoptados voluntaria o forzadamente. Dicha política fue causa y consecuencia de conflictos. Los iroqueses debían reemplazar las bajas de las campañas y estaban obligados a lanzar nuevas incursiones para capturar y adoptar personas, produciendo nuevas bajas.

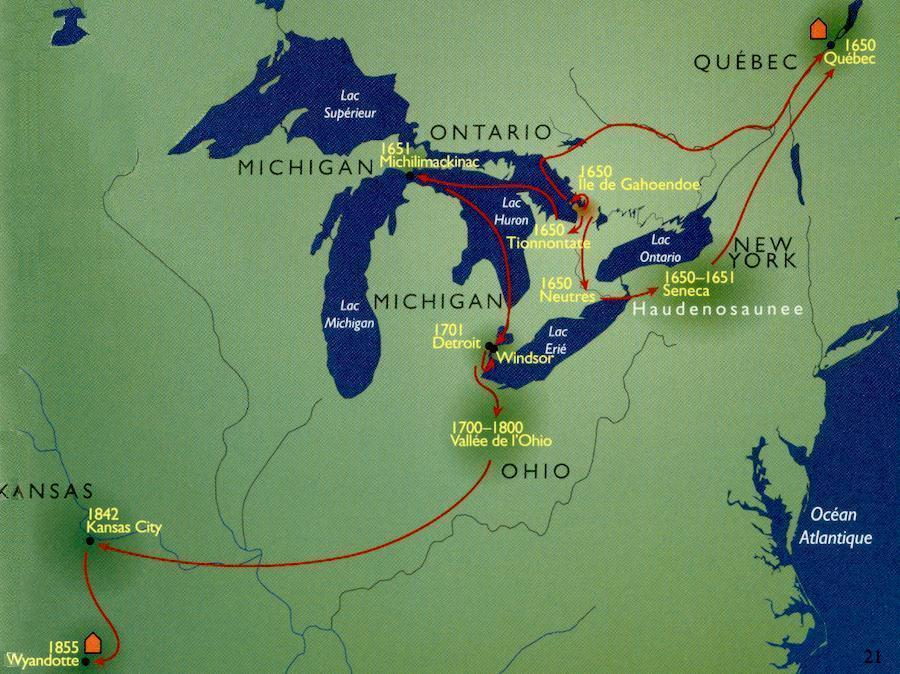
Éxodo de los hurones tras su derrota.

Las enfermedades europeas hicieron estragos entre los iroqueses y sus vecinos en los años anteriores a la guerra, y sus poblaciones habían disminuido drásticamente. Para remediar el problema, y para reemplazar la pérdida de guerreros, los iroqueses trabajaron para integrar a muchos de sus enemigos capturados en sus propias tribus. Se trabajó diligentemente para mantener a sus enemigos capturados felices, lo que incluía invitar a los jesuitas a su territorio para mostrar a los que se habían convertido al cristianismo. Un sacerdote recordaba: «Por lo que puedo ver, es el plan de los iroqueses capturar a todo los hurones... matar a sus jefes... y con el resto formar una nación y un país». Los jesuitas trabajaron rápido entre los iroqueses, convirtiendo a muchos al catolicismo, un papel que desempeñaría una importante función en los años siguientes. Gracias a esto, en 1653 el padre Simon Le Moine contaba 1000 cristianos entre los onondaga. Los seneca adoptaron a muchos prisioneros, especialmente a los de la villa de Scanonaenrat y la misión de Saint-Jean-Baptiste, permitiéndoseles fundar la aldea de Gandougarae o Saint-Michel.

### Derrota de los tionontaté
Los tionontaté, «nación del tabaco», vivían en un territorio llamado Pétunia. Antes de las epidemias sumaban de cinco a doce mil indios, pero su número había caído a solo dos o cuatro millares. Eran cercanos aliados de los hurones, viviendo entre estos y los erie, al este de la bahía Georgiana. Sufrieron los primeros ataques iroqueses en el invierno de 1648-1649 tras llegar miles de refugiados hurones en el verano.
A fines de 1649 los tionontaté se enteran de que 300 iroqueses avanzan velozmente contra la villa fortificada de Etarita, su capital y llamada misión Sainte-Marie I. Los defensores salieron a enfrentarlos y la dejaron desguarnecida. El 7 de diciembre la misión es quemada y los jesuitas Carlos Garnier y Natalio Chabanel son torturados hasta morir. Mujeres y niños son tomados prisioneros. Pronto toda la tribu es conquistada.

### Derrota de los neutrales

Asentamientos iroqueses establecidos entre 1665 y 1670 al norte del lago Ontario, tras conquistar dicho territorio. Con la Gran Paz de Montreal serían abandonados y la comarca ocupada por los mississauga (1701).
En las aldeas de Ganneious (oneida), Kente, Kentsio, Ganaraske (cayuga), Ganatsekwyagon, Teiaiagon y Quinaouatoua (seneca) vivieron alrededor de cinco mil personas en total, las que pasarían a ser conocidas como Iroquois du Nord (iroqueses septentrionales).

Los neutrales o attiwandaron vivían al noroeste del lago Erie y su territorio era llamado Neutralia. Habían sido entre treinta y cuarenta mil antes de las pestes, pero disminuyeron a doce mil para 1640. Eran capaces de movilizar ejércitos de cuatro a cinco mil, quizás hasta seis mil lanzas.
En 1641 o 1643, dos mil neutrales y ottawa sitiaron la villa fortificada de Assistaeronon, habitada por novecientos mascouten o Nation du feu. La villa cayó al décimo día: ochocientos mujeres y niños fueron capturados; setenta hombres, quemados vivos; y los ancianos abandonados para que muriesen de hambre. En 1648 trescientos iroqueses, principalmente seneca, destruyeron la villa neutral de Aondironon. Los seneca y onondaga dirigieron esta campaña. Los franceses estaban inquietos por la reactivación de la guerra y decidieron participar directamente. Repitiendo la estrategia usada contra Huronia, los mohawk atacaron las colonias de los franceses en el San Lorenzo y a los dos años estos pidieron la paz, abandonando a los neutrales a su suerte. Mientras, los jesuitas Pierre Joseph Marie Chaumonot y Claude Dablon predicaban entre los seneca, y testimoniaron que estos dominaban la Confederación al aportar más guerreros que el resto de grupos. Por otra parte, los oneida y onondaga deseaban tener relaciones pacíficas con los galos, pero los mohawk eran mucho más influyentes y eran hostiles a una colonización que bordeaba sus territorios.
En la primavera de 1650, los neutrales estaban comprando armas a los franceses; establecieron una alianza con los conestoga y recibieron a fugitivos tionontaté y hurones. Estos refugiados continuaron luchando contra la Confederación desde Neutralia, así que los iroqueses exigieron a sus protectores que los obligasen a pactar; la negativa desencadenó la guerra. Mil quinientos iroqueses destruyeron una gran villa neutral en otoño utilizando ataques sigilosos como ya lo habían exitosamente con los hurones, pero aquellos respondieron y con un contingente de hurones asesinaron a doscientos iroqueses en una incursión. Los seneca tuvieron que abandonar la mayoría de sus aldeas y huir con los cayuga. Los conestoga intentaron ayudar a los neutrales, pero fueron vencidos fácilmente por los mohawk.
Los seneca y mohawk emprendieron una nueva ofensiva, a inicios del invierno de 1650-1651. Entre seiscientos y mil doscientos destruyeron la principal villa neutral, Teotondiation. Mil seiscientos neutrales quedaron dispersos por la cometida y respondieron atacando a su vez una villa fronteriza seneca y cortando la cabellera a doscientos guerreros como advertencia. A finales de 1651 habían expulsado a los neutrales de sus tierras, matando o asimilando a miles de ellos. Muchos hurones y tionontaté fueron apresados y otros tuvieron que huir nuevamente junto a miles de neutrales con los erie y conestoga. En julio de 1653, se reportaba que un grupo de ochocientos neutrales acampaba entre la bahía de Saginaw y el lago Hurón para reunirse con los refugiados de Mackinac, o con las tribus algonquinas de Sault Sainte-Marie. Probablemente lograron unirse a los wyandot. En paralelo, unos refugiados ottawa, tionontaté y hurones fueron acorralados y sometidos por ochocientos iroqueses cerca de Green Bay.

### Derrota de los erie
Los erie eran la otra aglomeración tribal que detenía la expansión iroquesa. Vivían al sudeste del lago homónimo y también eran una confederación con una población hacia 1650 de diez a doce mil personas (los cálculos varían mucho: entre los cuatro y quince millares, pero esto se debe a que en 1651 gran número de neutrales y hurones se refugiaron con ellos).
Miles de refugiados hurones y neutrales huyeron con los erie, la tribu más temida por los iroqueses, y promovieron la guerra contra la Confederación. Los iroqueses exigieron su entrega para asimilarlos, pero los erie se negaron. La violencia fronteriza fue incrementándose durante los siguientes dos años, hasta que en 1653 dos mil erie incursionaron en territorio seneca, quemaron un pueblo, mataron a ochenta guerreros y mataron o prendieron al sachem Annenraes (o Annencraos). Treinta embajadores erie fueron enviados a la capital seneca, Sonontouan, para acordar la paz. Desafortunadamente, hubo un incidente y un erie asesinó a un seneca; en respuesta todos los embajadores fueron masacrados con excepción de cinco. Esto determinó a los cayuga, oneida y onondaga a apoyar la nueva campaña.
En junio de 1654 se reunieron los seneca, cayuga, oneida y onondaga para enfrentar a los erie. A finales de agosto o en septiembre, los iroqueses se prepararon para la guerra y respondieron con una incursión devastadora en la que participaron mil ochocientos o mil novecientos combatientes; durante la campaña, la capital erie, Riqué, fue asaltada y destruida. Aparentemente, entre tres y cuatro mil indios intentaron defenderla en vano. Las villas de alrededor habían sido quemadas para obligar a los erie a huir, lo que atestó Riqué. Los onondaga asaltaron las empalizadas y mediante una acometida desde sus canoas tomaron la villa cuando los defensores quedaron sin municiones. La fuerza iroquesa incluía mil doscientos onondaga y setecientos mohawk que conquistaron otra villa erie poco después. Los iroqueses debieron permanecer dos meses en territorio enemigo para cuidar a sus heridos y quemar a sus muertos, algo que no iba de la mano con su tipo de guerra.
Un nuevo ataque iroqués en ese mismo año fue menos exitoso gracias a la movilización de dos a tres mil guerreros erie. El invierno de 1654-1655 se mantuvo cierta hostilidad, pero los iroqueses, especialmente los onondaga, se dedicaron a preparar nuevas incursiones de verano. En 1655 los erie pidieron armas a los franceses, pero estos temían provocar a la Confederación. Durante el invierno siguiente, formidables embates acabaron con la capacidad defensiva de los erie. Para 1656 la Confederación Erie estaba casi destruida por completo. Sus integrantes estaban muertos o habían sido capturados o dispersados por negarse a retirarse al oeste. Las últimas aldeas independientes de los erie continuaron enfrentando a los iroqueses durante los años siguientes, hasta su derrota definitiva en torno 1680, cuando seiscientos erie se rindieron cerca de Virginia a los iroqueses y fueron adoptados.
Para esa época los seneca se había vuelto la tribu hegemónica en la Confederación y encabezaron las campañas contra los wenro, hurones, tionontaté, neutrales y erie para expandir sus dominios al oeste y sur. Tuvo su coste. En la lucha contra los erie y conestoga sufrieron numerosas bajas y para no decaer demográficamente (y perder su hegemonía) empezaron a adoptar comunidades enteras. En 1656 visitantes europeos observaron individuos de hasta once tribus viviendo entre ellos. Los seneca también empezaron a colonizar las tierras de los hurones, tionontaté y neutrales al norte del Ontario, pero fueron expulsados a finales de siglo por los mississauga y otros pueblos algonquinos canadienses.

### Derrota de los mohicanos
Los mohicanos, junto a los conestoga, resultaron ser los principales enemigos de los mohawk. Tras la derrota de 1628, los mohicanos migraron al norte, más preocupados de obtener pieles para vender a los ingleses establecidos en el Connecticut. Usualmente se asume que se volvieron tributarios de la Confederación, pero no hay pruebas concluyentes. Los mohawk buscaron permanentemente una alianza con los mohicanos, en 1642 prepararon expediciones punitivas conjuntas: en 1655 subyugaron juntos a los indios del oeste de Long Island; en 1658, durante una conferencia en Quebec, los iroqueses admitieron ser aliados de neerlandeses y mohicanos; en 1659 les dieron el tratamiento de «hermanos» y durante las guerras Esopus fueron los mediadores preferidos por holandeses, iroqueses y esopus. Sin embargo, hacía 1640 los territorios de mohawk y mohicanos se agotaron, iniciando una serie de guerras de conquistas bajo los auspicios de sus socios europeos, que aumentaron la venta ilegal de armas de fuego a las dos tribus.
A comienzos de 1643 los mohicanos sometieron a los wiechquaeskeck y otros pueblos de la cuenca del Hudson. Los refugiados (principalmente munsee de los clanes wecquaesgeek y tappan) huyeron a Nuevos Países Bajos, donde fueron asesinados por los colonos el 23 de febrero cerca del asentamiento europeo de Pavonia, lo que desató la guerra Wappinger. Durante el otoño, mil quinientos munsee y aliados mataron a cientos de neerlandeses y destruyeron las villas y granjas a orillas del Hudson. Los colonos huyeron a Nueva Ámsterdam. Hubo que esperar hasta la primavera de 1644 para que soldados holandeses y mercenarios ingleses emprendiesen una feroz ofensiva que acabó en la matanza de quinientos wappinger en Pound Ridge. En agosto de 1645, las tribus del este del Hudson (wappinger, wiechquaeskeck, sinsink y kichtawank) pidieron al sachem mohicano Eskuyas o Aepjen acordar la paz en Fuerte Orange. Más de un millar de indios habían muerto en la lucha.
En 1650 era obvio que la colonización holandesa estaba en crisis, y los mohicanos, sin abandonar su alianza formal con los iroqueses, empezaron a conspirar contra estos junto a franceses, penacook, pocumtuck y sokoki. Ante la influencia en las políticas intertribales que habían ganado los mohicanos, la Confederación empezó en 1660 a invitar a los munsee, tribu que vivía en la costa pagando tributo a los mohicanos, a establecerse con otros pueblos en territorio mohawk, pero la propuesta fue rechazada. Para hacer más peligrosos a los mohicanos, hacia 1660 los abenaki occidentales y algonquinos de Nueva Inglaterra (aliados de los iroqueses por décadas), al decaer su comercio de pieles con los ingleses en la década anterior, se hicieron más dependientes de los innu y abenaki orientales, enemigos septentrionales de la Confederación.
Finalmente, en 1662 los mohawk atacaron a los mohicanos, pero fueron vencidos. La derrota permitió a estos últimos cortar las comunicaciones entre iroqueses y Fuerte Orange. En el verano del año siguiente, los mohicanos, housatonic y sokoki planearon una gran incursión contra la Confederación, pero los iroqueses se adelantaron y acometieron a los sokoki; fueron vencidos y sufrieron copiosas pérdidas. Esta victoria aterrorizó a los neerlandeses, los que aprovecharon para arrasar los cultivos indígenas, pero los mohicanos se vengaron en 1664 atacando a europeos y mohawk. Además, los abenaki occidentales y algonquinos de Nueva Inglaterra declararon la guerra a los mohawk; se sucedieron sangrientas batallas entre comienzos de 1663 y principios de 1664. No hay pruebas de participación mohicana. Ese último año fue decisivo: los neerlandeses se rindieron a los ingleses y su colonización finalizó, y los penacook y todas las tribus de la bahía de Massachusetts se sometieron a los mohicanos para protegerse de los mohawk. Las Cinco Naciones no ayudaron a sus viejos aliados, simplemente prefirieron negociar con los ingleses.
En 1666 ingleses e iroqueses entraban en guerra con los franceses y presionaron a los mohicanos para mantenerse neutrales. Se firmó un tratado en agosto que se rompió inmediatamente: partidas mohicanas invadieron territorio mohawk, obligándolos a mantenerse fuera de la guerra contra la Nueva Francia para defender sus villas. Corría agosto de 1669 cuando una poderosa partida de trescientos mohicanos reforzados por pocumtuc y tribus del Hudson y Nueva Inglaterra —en total más de mil guerreros al mando del jefe massachusett Chickataubut— atacaron la principal villa mohawk; Caughnawaga, la asediaron por días, pero los refuerzos enviados por el resto de la Confederación permitieron rechazarlos y expulsarlos hasta Kinaquariores (cerca de la actual Schenectady). Tras esto un ejército iroqués invadió la cuenca del Hudson y subyugó a los aliados de los mohicanos; otros prefirieron huir de los «utawawas». Los mohicanos sopesaron incluso huir a San Lorenzo, pero prefirieron quedarse, aunque algunos huyeron con los housatonic. Los penacook también sufrieron terribles represalias y fueron masacrados en Merrimack.
En 1675 los iroqueses y la Confederación Mohicana (que incluía entonces a los propiamente mohicanos además de a los musee, wappinger y housatonic) firmaron la paz. Toda exploración hacia el oeste quedó prohibida para esta última. Los mohicanos dejaron de ser una potencia, lo que quedó patente doce años más tarde, cuando los wyachtonok quisieron unirse a la confederación y los iroqueses lo vetaron. Para entonces se habían reducido a poco más de un millar. Para los indios de Nueva Inglaterra resultó particularmente desastrosa. Los mohawk en 1664 intentaron negociar la paz y enviaron al sachem Saheda para negociarla, pero los pocumtuck lo mataron a él y sus compañeros; tras años de lucha, esa tribu fue aniquilada o esclavizada.

### Derrota de los conestoga

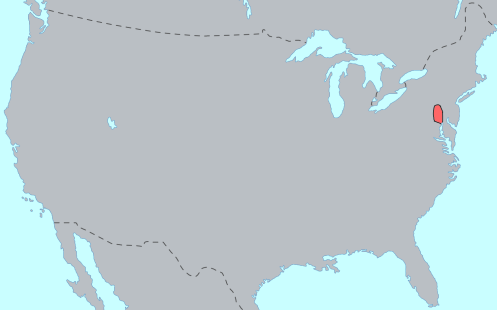
Mapa del territorio conestoga original.

Con las tribus del norte y oeste destruidas, los iroqueses dirigieron su atención hacia el sur, hacia los conestoga o susquehannock. Ya en el invierno de 1652, 1000 guerreros iroqueses habían lanzado una exitosa incursión contra los conestoga y los habían derrotado en una gran batalla campal. Los iroqueses tuvieron 130 muertos y el pueblo enemigo de Atrakwaye fue destruido. Según una estimación del arqueólogo Barry C. Kent los conestoga pudieron haber sido unos 5200 a 6500 de creerle al reporte de un jesuita que afirmaba que dicha tribu tenía en 1647 1.300 lanzas. El ataque fue tan devastador que esta pudo verse reducida a solo 2000 o 3000 almas según Kent. Este ataque costo un número desconocido de vidas y entre quinientos y seiscientos prisioneros que fueron asimilados a los iroqueses. En 1656 cazadores conestoga son asaltados por los onondaga, iniciando las escaramuzas. Para entonces los conestoga disponían de armas de fuego y cañones pequeños suministrados por los suecos. La artillería era inútil en los bosques pero perfecta para defender fortificaciones. Con ese armamento superior iniciaron sus propias guerras de conquista contra las tribus vecinas.
El año 1660 trajo el cenit del poder militar iroqués, poder que utilizarían en las décadas posteriores. Para 1661 comienza una guerra contra los seneca, onondaga y cayuga, aumentando la intensidad del conflicto. Los mohawk se mantuvieron al margen, ocupados con los mohicanos y ottawa, y los oneida estaban dedicados a combatir con los piscataway. Los conestoga se habían aliado con la colonia inglesa de Maryland en 1661. Los ingleses temían a los iroqueses, y esperaban que una alianza con los conestoga ayudara a bloquear su avance en las colonias inglesas. Los conestoga necesitaban esa alianza después de una epidemia de viruela.
En abril de 1663 los iroqueses envían un ejército de 800 a 1600 seneca, cayuga y onondaga contra territorio conestaga y asedían una villa en el valle del Susquehanna. Tras fracasar en el asalto, los iroqueses envían 25 negociadores que son torturados y muertos en la empalizada esa noche. Los atacantes se retiran. Los conestoga eran apenas 100 guerreros y sufren 10 muertos y 10 prisioneros. La agresión obligó a Maryland a declarar la guerra a los iroqueses. Los ingleses suministraron artillería a los fuertes conestoga, lo que hacía imposible el triunfo iroqués por armas superiores. Los conestoga tomaron la delantera e iniciaron una serie de incursiones en territorio iroqués, causando daños significativos. Esto llevó a los oneida a atacar a los lenape de la bahía de Chesapeake. Fue entonces que los seneca pidieron infructuosamente ayuda a los franceses.
Esta negativa permitió a los conestoga invadir territorio cayuga y obligar a esa tribu a refugiarse al norte del Ontario en 1667. A partir del año siguiente los conestoga empezaron a atacar a los oneida y onondaga, quemando vivos a los prisioneros, actividad que duraría un lustro. Entre 1669 y 1670 los conestoga habían vencido a los cayuga y enviaron una embajada para pactar la paz, pero los negociadores fueron torturados y muertos. En 1671-1672 los seneca enviaron una fuerza a ayudar a los cayuga en una incursión, pero esta fue destrozada por 60 jóvenes conestoga que después derrotaron a los cayuga. En 1672 se lanza una gran campaña contra los onondaga.
Esta situación continuó hasta 1674, cuando los ingleses cambiaron su política india negociando la paz con los iroqueses y rompiendo su alianza con los conestoga. En 1675 las milicias de Virginia y Maryland capturaron y ejecutaron a los jefes conestoga, temiendo el poder que habían llegado a tener y aprovechando que la tribu estaba debilitada por una hambruna. Los iroqueses ven su oportunidad y derrotan a sus rivales, forzándoles a pagar tributo. Inicialmente las autoridades inglesas forzaron a los piscataway y mattawomen (tribus algonquinas) a recibir en sus reservas a los conestoga vencidos. Comienza una guerra entre ambos un año después y los colonos terminan por atacar y expulsar a los conestoga. Estos últimos deciden unirse a los iroqueses en 1676 y dedicarse a asaltar a ambas tribus algonquinas hasta firmarse la paz en 1680. Los iroqueses se hicieron rápidamente con el control de la nación. Los conestoga que lograron escapar de sus enemigos eran apenas cincuenta hombres adultos en 1698, es decir, unas doscientos o doscientos cincuenta personas. Tras el sometimiento de los conestoga, el valle de Susquehanna se convirtió en un coto de caza donde las Cinco Naciones permitían incursionar a shawnee, lenape, conoy, nanticoke, munsee, tutelo, saponi y conestoga. En 1706 los iroqueses permitieron a trescientos conestoga retornar al valle.
Respecto de los lenape o delaware, enfrentaron a los iroqueses en las Guerras Esopus en 1659-1660 y 1663-1664 en las que acabaron vencidos y su capital, Minisink, destruida por los mohawk y seneca. Además, hasta 1661 los conestoga habían arrasado numerosas aldeas lenape para someterlos. En 1677 fueron forzados por las Cinco Naciones a pagar tributo. Los conestoga desde mediados de siglo trataban de conquistarlos. Los conflictos habían costado la vida de 1000 lenape, mohicanos, wappinger y montauk.
Después de la derrota de los tionontaté, erie y neutrales, el empuje de las Cinco Naciones cayó lentamente sobre los ottawa desde los años 1660. En 1656 los ottawa y wyandot juntaron una gran flota de canoas y rompieron el control de las rutas fluviales que tenían los iroqueses, llegando a Montreal. Las Cinco Naciones concentraron 1200 guerreros en diciembre para castigar a los ottawa. Por su parte, los potawatomi eran originalmente rivales de los hurones, neutrales, ottawa y tionontaté en el control del comercio de pieles de castores. Posteriormente, amenazada su independencia por los iroqueses, se habían aliado con los neutrales en un intento de resistencia. Forzados a migrar en 1641 por la presión iroquesa, tras una década de conflictos, se instalaron junto a los ojibwa. Se producirían más guerras hasta 1652 con sus nuevos vecinos illiniwek, menomini y winnebago. Su número había caído de los quince millares que pudieron ser en 1634 a cuatro mil en 1667. Los ojibwa, en cambio, estaban ocupados en guerrear con los lakota sioux desde los 1650. Unos veinte años después los cree encabezan una alianza que expulsa a los segundos desde el Misisipi hacia el sur de la actual Minnesota, donde los sioux inician largas guerras contra los cheyennes y kiowa.

### Contraataque francés

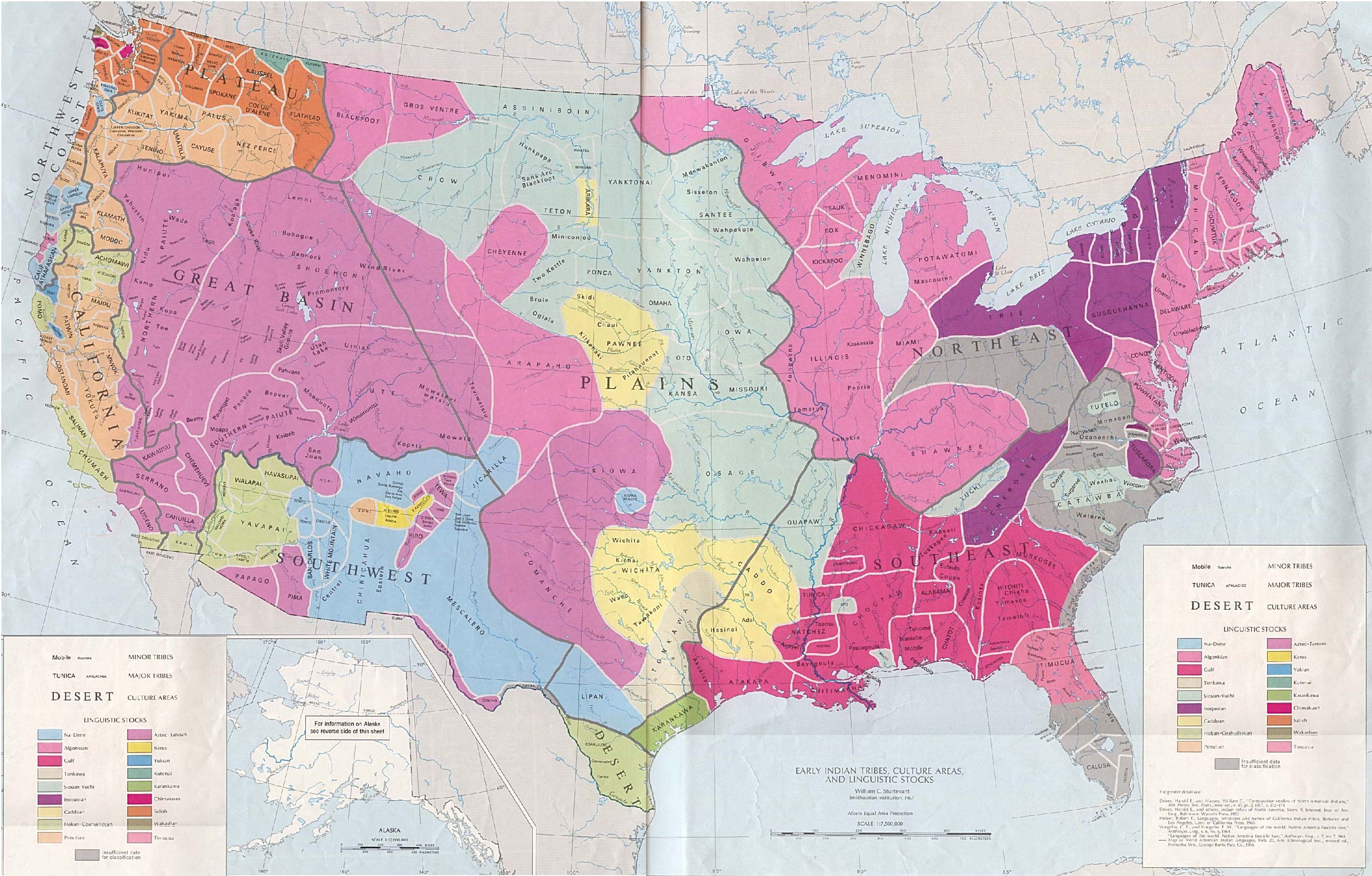
Mapa de las tribus indígenas de EE. UU. al llegar los europeos.

Los iroqueses siguieron controlando los campos de Nueva Francia, llegando en sus incursiones a las murallas de los asentamientos de Quebec y Montreal. En mayo de 1660, una fuerza de ciento sesenta guerreros iroqueses atacó Montreal, capturando a diecisiete colonos. Un segundo ataque a la ciudad, esta vez por doscientos cincuenta guerreros, capturó otros diez. Se produjeron varias razias en 1661 y 1662 contra los abenaki, aliados de los franceses. Este peligro en el corazón de Nueva Francia fue un importante factor para que la Corona francesa decidiese cambiar el gobierno de Canadá. Se creó una pequeña fuerza militar para contrarrestar los ataques iroqueses, formada por franceses, hurones y algonquinos. Al trasladarse al campo fueron atacados por los iroqueses. Solo veintinueve de los franceses sobrevivieron y escaparon. Cinco fueron capturados y torturados hasta la muerte por los iroqueses en represalia por el ataque. A pesar de su victoria, la batalla provocó un alto número de bajas en los iroqueses, lo que llevó a algunos de sus dirigentes a considerar hacer la paz con los franceses.
La marea de la guerra en Nueva Francia llegó a mediados de los años 1660, con la llegada de un pequeño contingente de tropas regulares desde Francia, el uniformado de marrón regimiento Carignan-Salières, el primer grupo de soldados profesionales que puso pie en lo que hoy es suelo canadiense. La administración de Nueva Francia cambió en este periodo su política hacia sus aliados indios, principalmente a través de la venta directa de armas y otras formas de apoyo militar directo. En 1664, los aliados neerlandeses de los iroqueses perdieron el control de los Nuevos Países Bajos en favor de las colonias inglesas del sur. El apoyo europeo a los iroqueses menguó en los años inmediatos a la derrota neerlandesa.
En enero de 1666, los franceses invadieron la patria iroquesa. La primera fuerza invasora fue dirigida por Daniel de Rémy, señor de Courcelle. Sus hombres se encontraban en desventaja numérica ante los iroqueses y se vieron obligados a retirarse antes de que tuviese lugar alguna acción importante. Una segunda fuerza fue mandada por el aristócrata Alexandre de Prouville, marqués de Tracy y virrey de Nueva Francia, encontró poca resistencia al invadir Iroquesia, ya que muchos de sus guerreros se hallaban luchando contra los conestoga. A pesar de que la incursión fue abortada, el jefe Canaqueese fue tomado prisionero. Con la ayuda europea cortada, los iroqueses pidieron la paz, propuesta con la que Francia estuvo de acuerdo.
En 1669-1670 los mohawk y oneida eran las tribus menos numerosas producto de las guerras y hambrunas, al punto que estaban cercanos a desaparecer. Fue gracias a la ayuda de los mohawk católicos de Caughnawaga que pudieron incrementar su población con los años. Esto permitió al padre Jacques Bruyas bautizar a decenas de oneida.
En el este, los mohawk intervinieron en la Guerra del rey Felipe. Entre diciembre de 1675 y enero de 1676 el sachem wampanoag Metacomet viajó a su territorio a pedirles su ayuda para luchar contra los británicos en Nueva Inglaterra. Los mohawk se negaron y en febrero enviaron una columna de trescientos guerreros a ayudar a los europeos, resultando claves en la derrota de los indios rebeldes.

### Territorios del Ohio e Illinois

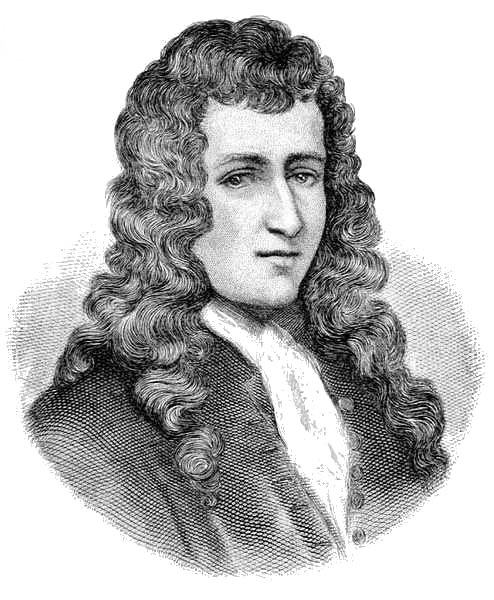
La Salle, explorador del Viejo Noroeste. Negoció tratados anti-iroqueses con las tribus de los Grandes Lagos.

Una vez se estableció la paz con los franceses, los iroqueses llevaron sus conquistas al oeste en un intento de hacerse con el control de las tierras entre los algonquinos y los franceses. Como resultado de la expansión iroquesa y su guerra con la Confederación Anishinaabeg, las naciones del este, como los lakota, se vieron empujadas a cruzar el Misisipi hacia las Grandes Llanuras, adoptando la vida nómada que los haría conocidos más tarde. Otros refugiados inundaron el área de los Grandes Lagos, resultando en conflictos con las naciones existentes. En el territorio del Ohio, los shawnee y los miami eran las tribus dominantes. Los iroqueses velozmente invadieron las posesiones shawnee en el centro de Ohio, obligándolos a huir al territorio miami. Los miami eran una tribu poderosa, y reunieron en una confederación a sus aliados, incluidos los vecinos potawatomi, que habitaban la moderna Míchigan, y los illiniwek, que habitaban Illinois. Aun así, la mayoría de los combates fueron entre la Confederación Anishinaabeg y la Confederación iroquesa. Los primeros enfrentamientos sucedieron como incursiones de pequeñas partidas de algunas decenas de oneida en territorio del clan amikwa, parte de la Confederación Anishinaabeg en 1656 y 1661.
Los iroqueses mejoraron en sus técnicas de ataque con sigilo, ya que siguieron atacando mucho más lejos de sus hogares. Disponían de una gran flota de canoas, y podían descender el río a gran velocidad en la oscuridad, hundirlas cargándolas de rocas y esperar en los bosques a sus objetivos. Luego, a una hora determinada disparaban desde el bosque para causar el mayor pánico posible entre sus enemigos. Antes de que les pusieran una resistencia significativa huían a sus barcas y regresaban por donde habían venido. Sin armas de fuego, las tribus algonquinas se encontraban en una grave desventaja. A pesar de su mayor número, no pudieron resistir a los iroqueses. Varias tribus huyeron más allá del oeste del río Misisipi, dejando la mayor parte de Indiana, Ohio, el sur de Ohio y de Míchigan despobladas, aunque quedaron en el lugar algunas fuerzas militares anishinaabe, que se numeraban en miles al norte de los lagos Hurón y Superior, y que se mostrarían decisivas para hacer retroceder a las avanzadillas iroquesas. En el oeste del Misisipi, empezaron a armarse grupos de entre los pueblos desplazados para intentar recuperar sus hogares.
A las tierras de los illinois le llegaron miles de refugiados que huían del avance iroqués. En 1655 los fox, sauk, kicapoo, miami y mascouten empiezan a presionar a los illinois y shawnee. Esto es aprovechado por los seneca para lanzar una incursión contra los illinois como castigo por recibir refugiados hurones y neutrales. Doce años después los iroqueses expulsan a los illinois al oeste del Misisipi. Por entonces, hacia 1670, estaban refugiados en la actual Green Bay grupos de powatomi, sauk y menomini, conviviendo con los ojibwa y ottawa (antiguos aliados de los neutrales). Los iroqueses lanzaron una gran ofensiva donde derrotaron a 3000 guerreros enemigos, según fuentes de la época. La Confederación eliminaba a unos enemigos que en el pasado habían llegado a incursionar en su propio territorio. Aprovechando que los illinois están ocupados con los winnebago (muy mermados por las pestes y guerras) desde 1671, los iroqueses inician una serie de incursiones en su territorio. En 1671-1672 los potawatomi, fox y sauk movilizan 1000 guerreros para enfrentar a los iroqueses.
En el verano 1680, tras dos años de inactividad en la zona, una fuerza de 1000 iroqueses invadió territorio illinois para arruinar el tratado comercial entre estos y los franceses. Toman la villa de Tamaroa, matando y capturando a sus seiscientos habitantes. Las tribus algonquinas responden movilizando 3000 lanzas, 1200 de los illinois. En septiembre los seneca lideraron un nuevo contingente de quinientos a seiscientos guerreros, pero los illinois se enteraron y movilizaron igual fuerza, aunque peor armada, pues muy pocos tenían mosquetes. Los illinois pidieron ayuda a Henri de Tonti y René Robert Cavelier de La Salle. Tonty marchó a ayudarlos con cien franceses pero fueron vencidos en batalla. La expedición iroquesa contó con ayuda shawnee y miami, resultando en la destrucción de varias aldeas y la captura de 700 a 1200 personas. Cuatro años después los miami, powatomi e illinois habían detenido exitosamente la expansión iroquesa al oeste. Durante la guerra los winnebago se aliaron a los iroqueses. La Confederación iroquesa debe ocuparse de los otros frentes abiertos con algonquinos, ottawa, lenape, mohicanos y wappinger.

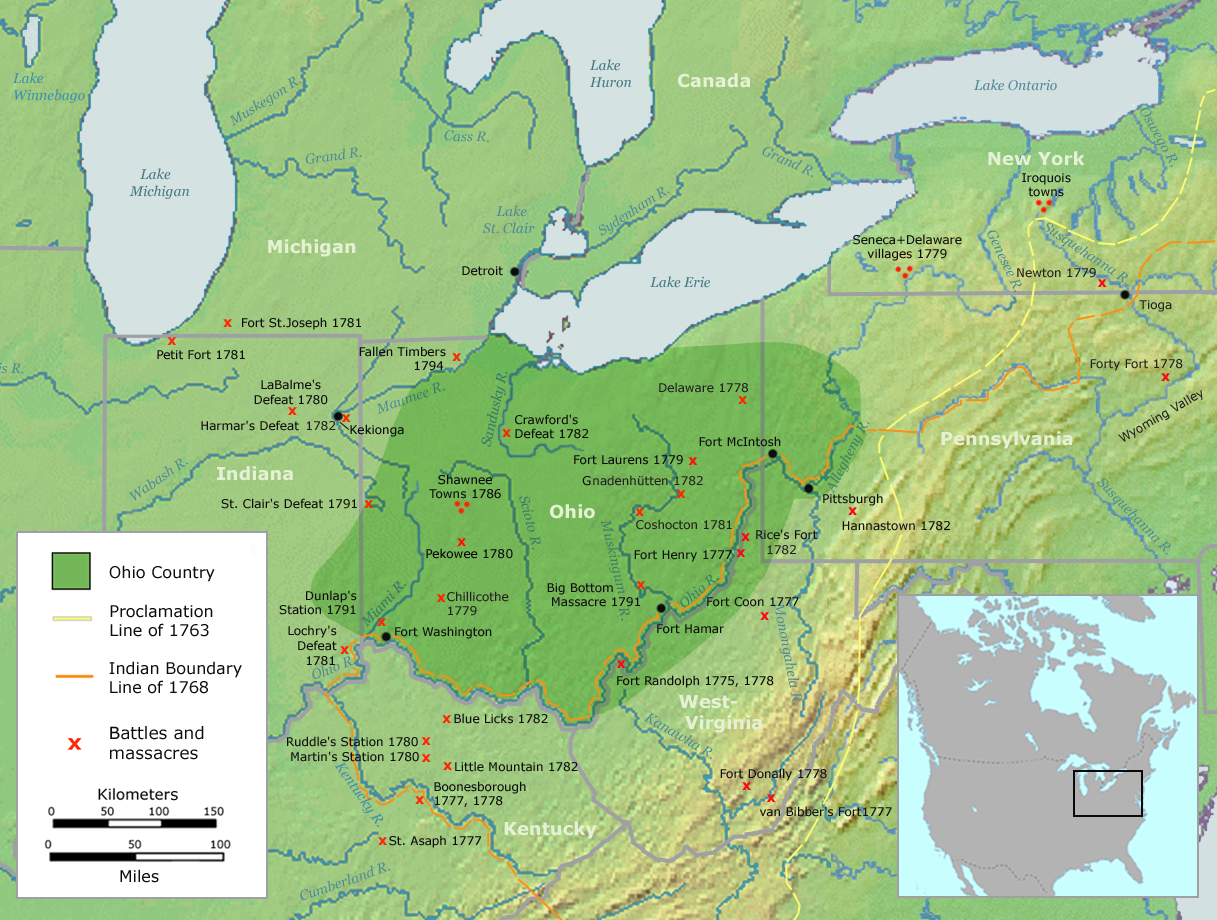
Territorio de Ohio.

Para 1667 las Cinco Naciones dominaban los Grandes Lagos y había provocando numerosas migraciones al oeste. Los potawotomi, fox, sauk y mascouten eran expulsados del Bajo Míchigan y se refugiaban en Wisconsin en aldeas mixtas. Los shawnee, kickapoo y parte de los miami abandonaban Ohio e Indiana. Los primeros se dispersaban por Tennessee, Illinois, Pensilvania y Carolina del Sur, los otros se instalaban en Wisconsin. Los illinois debían huir al oeste del Misisipi, aunque volvieron más tarde, jamás recuperaron las tierras al este del valle del río Illinois. Las tribus sioux de los osage, kansa, ponca, omaha y quapaw el bajo valle del Wabash. Los quapaw se trasladan a la desembocadura del río Arkansas, el resto se adentra al oeste del Misuri. Los ottawa deben abandonar las islas del Lago Hurón y huir al oeste del alto Míchigan. Los nipissing y ojibwe sureños deben moverse a Sault Ste. Marie. Otras tribus (casa, cisca, iskousogom, moneton, mospelea, ouabano, teochanontian, tomahitan y tramontana) simplemente desaparecieron. Al este los mohawk y oneida estaban preocupados, desde 1647 los innu y algonquinos habían establecido una exitosa alianza con los abenaki.
A partir de los años 1670 los franceses comenzaron a explorar los territorios del Ohio e Illinois. Allí descubrieron a las tribus algonquinas de la región, que estaban en guerra con los iroqueses. Los franceses crearon un puesto en Tassinong para el comercio con las tribus occidentales, pero dicho puesto fue destruido por los iroqueses, que insistían en controlar el comercio entre las tribus y los europeos. En 1681, una nueva incursión resulta en la muerte o captura de 1000 illinois y rodearon fuerte Frontenac. Después de esto, René Robert Cavelier de La Salle negoció un tratado con las tribus miami e illinois. Ese mismo año, Francia levantó la prohibición de venta de armas a las tribus nativas. Rápidamente se distribuyeron a las tribus algonquinas, disminuyendo la ventaja de los iroqueses sobre sus enemigos. En julio de 1682 el fuerte Frontenac era destruido. Durante la campaña, los iroqueses hicieron con 700 a 1000 prisioneros illinois y mataron a 600 más. Las defensas francesas quedaban muy debilitadas, apenas 1000 milicianos contra 2500 iroqueses bien armados por los ingleses.
Pero si antiguamente la Confederación había actuado unida para enfrentar a sus enemigos (destruir a los hurones, expulsar a los algonquinos al norte y amenazar St. Lawrence), en esos años las distintas tribus tenían distintos intereses. Los cayuga, seneca y onondaga concentraban la mayoría del poder militar y estaban ocupados luchando contra sus rivales indígenas en el oeste y en el sur. Por su parte, solo los mohawk y oneida estaban preocupados de contener la colonización francesa.
Al comenzar el año siguiente le llegaban al gobernador francés, Louis de Buade, conde de Frontenac, informes que los iroqueses preparaban una tropa de 1500 guerreros para atacar a los miami y ottawa, aunque las Cinco Naciones decían que iban contra los illinois. Envió un mensajero a Onondaga para convencerlos de suspender la expedición y enviar embajadores a Montreal para negociar con el gobernador directamente. Estos deberían ir a finales de junio, pero en mayo el conde se enteraba de que los onondaga, cayuga y seneca preparaban seiscientos a ochocientos combatientes para atacar a los hurones, miami y ottawa. El gobernador redoblo sus esfuerzos. También pidió al rey cuatrocientos soldados para acabar con los cayuga y seneca. En agosto los embajadores iroqueses negociaron un acuerdo de paz. Durante la temporada los ojibwa y fox vencen en una batalla campal a los iroqueses en la que pierden centenares de guerreros. Aparentemente los guerreros de la villa fox de Outagami habían salido a cazar durante el invierno, por lo que 1000 iroqueses atacaron el lugar. Era una estratagema y resultaron vencidos. La guerra entre franceses e iroqueses se había reanudado en 1683 después de que el gobernador intentara enriquecerse aplicando un agresivo comercio de pieles en el oeste, lo que afectaba a la actividad iroquesa en la zona. Esta vez la guerra duró diez años y fue más sangrienta que la primera vez.
A inicios de 1684, doscientos cayuga y seneca atacaron a los kaskaskia. Capturaron siete canoas cargadas de pieles y mosquetes y a catorce comerciantes franceses. En respuesta, y para hacer sentir seguros a sus aliados, los franceses fundaron el fuerte St. Louis en la zona. En mayo quinientos iroqueses ponen bajo asedio al fuerte, donde había 46 franceses que resistieron gracias a los auxilios hurones. El gobernador recién llegado, Joseph-Antoine Le Febvre de La Barre, concentró 1200 regulares, milicianos e indios auxiliares en Montreal para ayudar a los defensores. Avanzó hacia el fuerte Frontenac y al valle de Ohio, pero la peste de influenza los obligó a retroceder. Le Febvre de La Barre decidió negociar. Las exigencias iroquesas eran el permiso para destruir a los illinois, socios comerciales de los franceses en Ohio; a cambio, se permitiría a la guarnición volver a Montreal. El rey francés se sintió insultado por esto y reemplazo al gobernador. En 1686, trescientos iroqueses lanzan una doble ofensiva contra los shawnee y doscientos senecas atacaron a los miami. En respuesta, la Confederación Illinois le declaraba guerra a las Cinco Naciones, conflicto que duraría un lustro.

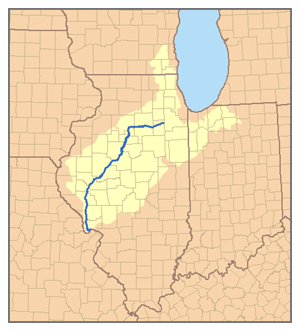
Cuenca del río Illinois.

Durante una incursión en el Territorio de Ilinois en 1689, los iroqueses tomaron un gran número de prisioneros y destruyeron un importante asentamiento miami. Los miami pidieron ayuda a otros miembros de la Confederación Anishinaabeg, y un gran ejército acudió en socorro suyo. Utilizando las nuevas armas de la Confederación, tendieron una emboscada a los iroqueses en el actual South Bend (Indiana), donde atacaron y destruyeron la mayoría del ejército iroqués. Aunque una gran parte de la región estaba despoblada, los iroqueses fueron incapaces de establecer una presencia permanente. Su propia tribu carecía de recursos humanos para colonizar el área. Tras estos reveses, y después de que las tribus locales consiguieran armas de fuego, el breve control iroqués de la región se esfumó y los antiguos habitantes volvieron.
En 1687, armados con armas de fuego por los franceses, los ojibwa y algonquinos tomaron la ofensiva. Tres años después vencían en una serie de batallas sobre canoas en los lagos Sainte-Claire y Erie, expulsándolos y permitiendo la recuperación de algunos territorios.

### Reanudación de la guerra con Francia
Cuando los ingleses comenzaron a colonizar el antiguo territorio neerlandés, comenzaron a estrechar vínculos con los iroqueses y a tratar de utilizarlos de la misma forma que los neerlandeses, como un amortiguador y una fuerza de obstaculización de la expansión colonial francesa. Pronto empezaron a suministrar a los iroqueses más armas de fuego que los neerlandeses y les alentaron a perturbar los intereses franceses. Con la reanudación de las hostilidades, las milicias de Nueva Francia se vieron fortalecidas en 1683 por la llegada de una pequeña fuerza de tropas regulares de la marina francesa, las Compagnies Franches de la Marine. Esta acabó constituyéndose como la más antigua unidad de fuerzas regulares francesas en Nueva Francia. Sus hombres llegaron a identificarse con la colonia a través de los años, mientras que el cuerpo de oficiales se canadanizó completamente. Así pues, en cierto sentido estas tropas pueden identificarse como la primera fuerza armada permanente en Canadá. Las comisiones de los funcionarios, tanto en la milicia como en las Compagnie Franches ascendió a muchos entre las posiciones socialmente elevadas de la colonia. Las milicias, junto con miembros de las Compagnie Franches, vestidos a la manera de los algonquinos, llegaron a especializarse en la guerra rápida y móvil, a la que llamaban petite guerre, que se caracterizaba por ser largas y silenciosas expediciones por los bosques y por sus repentinos y violentos descensos contra los campamentos y asentamientos enemigos, el mismo tipo de guerra que practicaban los iroqueses contra ellos.
En junio de 1685 zarpaba de Europa el marqués de Denonville, Jacques-René de Brisay, con 550 marinos y 150 colonos varones. Durante el viaje mueren 60 y 300 llegan gravemente enfermos, la mayoría muere poco después. A pesar de esto, el marqués estaba decidido a restablecer el poderío francés en el interior. En 1686 envía 105 hombres a bahía James para destruir tres fuertes y detener la expansión inglesa en la zona. En junio de 1687 se lanzó otra invasión, con 3000 milicianos y regulares. Descendieron el río Richelieu y marcharon a través del territorio iroqués por segunda vez. No encontraron al ejército iroqués, por lo que recurrieron a quemar sus cultivos y casas, destruyendo unos 1,2 millones de celemines de maíz. Muchos iroqueses morirían de hambre al invierno siguiente. La incursión iba al mando del marqués, contaba con 1200 a 1600 soldados franceses y 400 colonos canadienses y se le unieron como auxiliares 983 hurones, ottawa, chippewa, missisauga, miami, Illinois, innu, amikwa y otros. Durante la campaña, el marqués cometió el error de debilitar sus fuerzas dejando cuatrocientos cuarenta europeos en Irondequoit, a orillas del Ontario. Cuando atacaba territorio seneca fue emboscado por seiscientos a ochocientos guerreros y derrotado. Sin embargo, la campaña cumplió sus objetivos, cuando se retiraron en julio, los franceses habían destruido muchos asentamientos de la principal tribu iroquesa: los seneca. También se fundaba un fuerte donde el lago Ontario se encontraba con el río Niágara con cien soldados de guarnición. También se reconstruyó fuerte Frontenac. El marqués consideraba que se necesitaban 1000 soldados para destruir a la Confederación iroquesa. Sin embargo, en 1688 una peste de viruela mataba a 1000 de los 11 000 soldados y colonos de la región. En 1689 los iroqueses marcharon a Nueva Francia para lanzar una serie de ataques de represalia. En agosto de 1500 iroqueses en doscientas cincuenta canoas atacaron el pueblo francés de La Chine, cerca de Montreal. Quemaron cincuenta y seis edificios, incluidos grandes almacenes de bienes antes de retirarse a los campos, y veinticuatro residentes fueron muertos y noventa capturados. En el verano de 1690 cientos de guerreros iroqueses viajaban a la isla La Motte para reunirse con los ingleses para aliarse contra los franceses, pero una peste azoto a la Confederación y provocó centenares de víctimas.
Durante la Guerra del rey Guillermo, los franceses instaron a los indios a atacar a los asentamientos coloniales ingleses de la misma forma que los ingleses lo hacían con los iroqueses. Uno de los más notables de estos ataques en 1690 fue la masacre de Schenectady, en la provincia de Nueva York, en Salmon Falls (Nuevo Hamphsire) y en Portland (Maine). Al igual que en las incursiones iroquesas, los habitantes fueron asesinados indiscriminadamente o hechos prisioneros. Estas las realizaron tres partidas, cada una de doscientos soldados e indios entrenados para la petite guerre y solo sirvieron para unir a las divididas colonias inglesas. Iban al mando de los tenientes coroneles Joseph-François Hertel de la Fresnière (quien atacó Salmon Falls el 27 de marzo), Jacques Le Moyne de Sainte Hélène y Dailleboust de Mantet (que arrasaron Schenectady el 8 de febrero) y Rene Robinau de Portneuf y Augustin le Gardeur de Courtemanche (conquistan Fort Loyal entre el 16 y 20 de mayo).
Planearon la salida de Albany de una tropa de 855 milicianos y muchos iroqueses para tomar Montreal, mientras una flotilla salía de Boston al mando de Sir William Phips y tomaba Quebec. Finalmente, una fuerza de 29 milicianos y 120 iroqueses al mando del capitán John Schuyler salió en agosto de 1690 arrasó pequeños pueblos al sur de Montreal, matando cincuenta colonos. En octubre el ataque inglés contra Quebec era vencido por 39 barcos y 2000 milicianos al mando de Frontenac. La fuerza inglesa se retiró dejando treinta muertos en el campo de batalla, pero 1000 murieron por una epidemia de viruela que les afecto. En la primavera de 1691 1000 iroqueses por el valle de St. Lawrence, arrasando todas las granjas entre Montreal y el río Richelieu. Esto no impidió a los aliados seguir atacando hasta 1692 a los indios aliados de Francia, especialmente alrededor de St. Francis. En 1693 los indios del este de Wabanaki acordaron la paz, pero los del oeste siguieron en pie de guerra, dando argumentos para una feroz incursión en 1696. En 1693 unos 625 franceses atacaron el territorio mohawk impunemente. Entre 1692 y 1694 los iroqueses vencen a los delaware o munsee, mohicanos y shawnee, expulsando a estos últimos del valle del Ohio. En julio de 1695 2000 soldados, milicianos e indios aliados arrasaron los territorios de los oneida y onondaga. Los iroqueses respondieron quemando todo pueblo fronterizo que encontraron. El conde de Frontenac quemó un fuerte oneida y tomó treinta prisioneros. A raíz de la presión que ejercían sobre ellos los iroqueses y sioux, las tribus fox, sauk, mascouten, miami y kickapoo formaron una alianza en durante la década de 1690. En 1696 los iroqueses perdían muchas de sus conquistas y casi quedaban reducidos a su territorio original, formándose una nueva alianza de ojibwe, ottawa, wyandot, potawatomi, missisauga, fox, sauk, miami, winnebago, menomini, kickapoo, illinois y mascouten para enfrentar a las Cinco Naciones y los sioux. En esos momentos los jefes iroqueses estaban desesperados, las muertes por combates y epidemias habían minado su poder de tal modo que si al inicio del conflicto movilizaban 2800 guerreros, para ese entonces apenas llegaban a 1300 para defender su territorio natal. Durante esta guerra los delaware fueron forzados a servir como auxiliares de los iroqueses, perdiendo dos tercios de sus guerreros. Se debe tener en cuenta que en 1671 los lenape tenían 1000 guerreros. El Tratado de Rijswijk del 20 de septiembre de 1697 puso fin a las hostilidades anglo-francesas, pero los choques tribales continuaron.

### La Gran Paz de Montreal

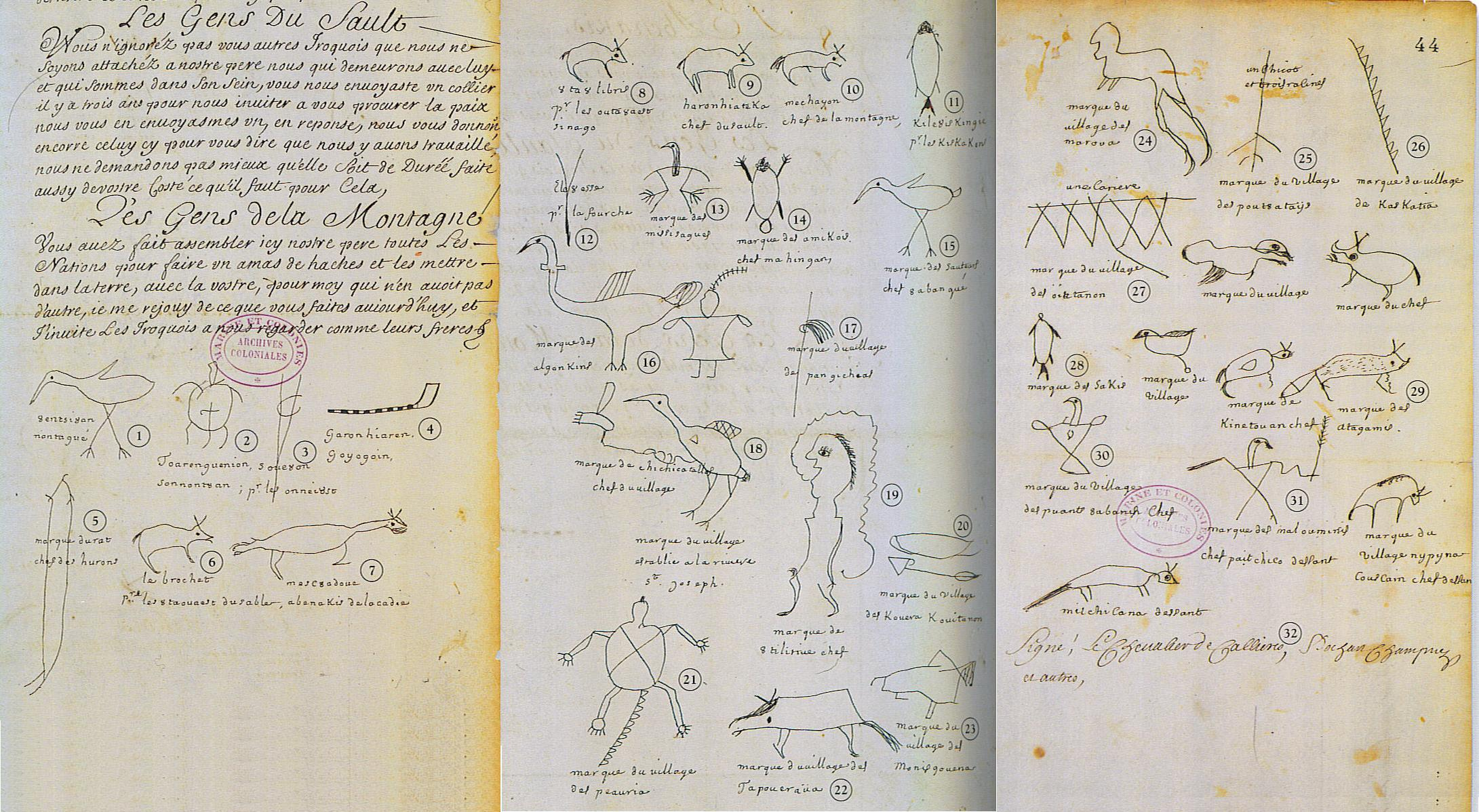
Copia del tratado original, incluidos pictogramas de las naciones firmantes.

A finales de 1698, los iroqueses empezaron a ver que los ingleses se estaban convirtiendo en una amenaza mayor que los franceses. Los ingleses habían empezado a colonizar Pensilvania en 1681, y la continuación del crecimiento colonial comenzó a inmiscuirse en la frontera sur del territorio iroqués. La política francesa cambió de opinión ante los iroqueses. Después de cincuenta años de guerra habían visto que era imposible destruirlos, por lo que decidieron que la amistad con los iroqueses sería la mejor forma de asegurar su monopolio en el comercio de pieles en el norte y ayudarlos a detener la expansión inglesa. Tan pronto como los ingleses oyeron hablar del tratado intentaron evitar que se llegara a un acuerdo, pues perderían el monopolio del comercio de pieles con los iroqueses en Albany, además de la protección de su flanco norte, y las colonias inglesas estarían abiertas a un ataque francés. Sin embargo, a pesar de la injerencia de los británicos, el tratado llegó al ansiado acuerdo.
El tratado de paz, la Gran Paz de Montreal, fue firmado en 1701 por 39 jefes indios, los franceses y los ingleses. En el tratado, los iroqueses aceptaban parar a los merodeadores y a permitir a los refugiados volver del este a la región de los Grandes Lagos. Los shawnee recuperaron el control del territorio del Ohio y la parte baja del río Allegheny. La tribu miami volvió a controlar la moderna Indiana y el noroeste de Ohio. Los potawatomi volvieron a Míchigan, y los illiniwek a Illinois. Con los neerlandeses eliminados de América del Norte, los ingleses se habían vuelto tan poderosos como los franceses. Los iroqueses mantendrían el equilibrio de poder entre las dos potencias europeas, y utilizarían su posición en su beneficio en las próximas décadas. Su sociedad comenzó a cambiar rápidamente cuando las tribus se centraron en la construcción de una nación fuerte, mejorando su tecnología agrícola y la educación de su población. La paz sería duradera y no sería hasta los años 1720 cuando su territorio volvió a estar amenazado por los europeos.

## Consecuencias

Territorios de cacería de castores cedidos por los iroqueses según el Tratado de Nanfan (1701), firmado entre la Confederación y los británicos.

A través de diversos tratados europeos, el control inglés sobre los iroqueses y sus territorios, reconocido durante la guerra, había terminado. Debido a esto, los ingleses exageraron la extensión de los dominios iroqueses en el oeste como un medio de disputar a los franceses el control de Illinois y Ohio. Para esto utilizaron nuevamente los conflictos tribales entre indios. En 1742 los iroqueses actuaron como intermediarios de los británicos para forzar a los conestoga a aceptar el reasentamiento en una pequeña reserva. Esto llevó a muchos de los lenape a abandonar sus hogares con los conestoga y migraron al oeste para instalarse con los shawnee y mingo. En 1749 las tres tribus formaron una «República» en Ohio, quedándose enfrentados a la Confederación. La nueva alianza tenía 10 000 indios (un quinto guerreros) y las Seis Naciones sumaban 14 000 personas. Los franceses se harían con el apoyo de la República mientras que los británicos de la Confederación durante la guerra franco-india. Durante ese conflicto los abusos de los colonos británicos llevaron a los indios a unirse masivamente contra ellos, dándole a los franceses en monopolio de la «guerra india». Esto les permitió compensar la inferioridad numérica. Solo algunos oneida y mohawk combatieron por Londres y apenas, pues se negaban a enfrentar a sus «hermanos iroqueses». En 1768 varias colonias consiguieron la "reclamación iroquesa" para los territorios del Ohio e Illinois. Las colonias crearon la Indiana Land Company para reivindicar todo el Noroeste, y mantuvieron su reclamación de la región alegando el derecho sobre las conquistas iroquesas hasta que la compañía fue disuelta por la Corte Suprema de los Estados Unidos en 1798.
A causa de que gran parte del conflicto entre las tribus se llevó a cabo mucho más allá de las fronteras y en lugares que aún no habían tenido contacto con los europeos, la medida y el impacto de la guerra son desconocidos. La mayor parte del conocimiento de las zonas occidentales pasa por las cuentas de los exploradores franceses y las tribus que se les enfrentaron durante los primeros años de la exploración. Incluso los efectos en las regiones orientales no son completamente conocidos, pues grandes partes de ellas todavía estaban sin explorar y las tribus que las habitaban no tenían contacto directo con los europeos.
El coste demográfico para las tribus nativas de estas guerras fue enorme, al que se suman las migraciones forzadas y las víctimas causadas por las epidemias. Por ejemplo, los neutrales sufrieron la muerte de 9000 de sus integrantes por consecuencias directas de las guerras hasta 1651, los hurones por su parte otros 10 000 y los tionontaté 8000 mientras que los erie a 18 000 hasta 1658. Además, en 1645 mohicanos y mohawk ayudaron a los holandeses en su campaña contra los wappinger y munsee (lenapes), muriendo 1600 en total. Los sobrevivientes eran usualmente expulsados o integrados dentro de los propios iroqueses que deseaban compensar las altas bajas que sufrían por estos conflictos. Alrededor de 20 000 indígenas se vieron desplazados por las conquistas. Es posible ejemplificarlo con la siguiente tabla:
| Tribus                    | Población 1600-1615 | Población 1640-1660 |
| ------------------------- | ------------------- | ------------------- |
| Neutrales (Attiwandaron)  | 10 000-30 000       | 12 000-21 000       |
| Wenro (wenrohronon)       | 1200-3000           |                     |
| Hurones (wendat)          | 20 000-30 000       | 10 000              |
| Conestoga (susquehannock) | 5000-7000           | 2000-3000           |
| Tionontaté                | 8000-10 000         | 3000                |
| Erie (erieehronon)        |                     | 10 000              |
| Ottawa (odawa)            | 8000                | 1500-2000           |
| Ojibwa (chippewa)         |                     | 35 000              |
| Algonquinos               | 6000                | 2000                |
| Shawnee                   |                     | 10 000              |
| Mohicanos                 | 8000                |                     |
| Miami                     | 15 000              |                     |
| Innu (montagnais)         |                     | 10 000              |
| Abenaki                   | 40 000              |                     |
| Illiniwek (illinois)      |                     | 12 000-20 000       |
| Lenape (delaware)         | 20 000              | 4000                |
| Menomini                  | 2000-4000           | 500                 |
| Winnebago                 | 8000-20 000         | 500                 |
| Kickapoo                  | 4000                |                     |
| Mascouten                 | 6000                |                     |

Para los mismos iroqueses las guerras fueron costosas, en especial para los hombres en edad adulta, si a eso le sumamos también el coste en vidas de las pestes la reducción de su población fue inevitable. Sin embargo, los historiadores se dividen en dos grupos básicamente respecto de lo duro que fueron dichos golpes para los iroqueses. Los que dicen que los aportes de los miles de enemigos capturados e integrados a sus tribus logró compensar dicha declinación e incluso incremento su población de menos de 20 000 en torno al 1600 a más de 25 000 en su apogeo, seis décadas más tarde. Según el otro grupo, los iroqueses jamás superaron su momento de plenitud demográfica al comenzar el siglo XVII. Eran aproximadamente 16 000 y la introducción de 7000 hurones y otro tanto de erie, conestoga, neutrales, tionontaté y demás (incluso algunos europeos) fue insuficiente para mantener la población aunque si causó que la población de la confederación a la larga fuera una de las más mestizadas y heterogéneas entre los indígenas de Norteamérica.
Tradicionalmente se ha estimado la población de las tribus iroquesas hacia el año 1660 en 2500 mohawk, 5000 seneca y 1500 para cada una de las tribus menores (cayuga, oneida y onondagas). Los mohawk se vieron muy disminuidos, ya fuera por pestes, guerras o los que migraron a las misiones jesuitas, de hecho, fueron la tribu que más población perdió como se puede observar en la siguiente tabla:
| Tribu               | 1620-1634 | 1634-1660 | Decrecimiento |
| ------------------- | --------- | --------- | ------------- |
| Mohawk              | 8025      | 1140      | -6685         |
| Oneida              | 1789      | 392       | -1397         |
| Onondaga            | 2718      | 1140      | -1578         |
| Cayuga              | 2700      | 1100      | -1600         |
| Seneca orientales   | 1730      | 1831      | +101          |
| Seneca occidentales | 3100      | 1307      | -1793         |
| Haudenosaunee       | 20 062    | 6810      | -13.252       |

Posesiones europeas en 1702, al comenzar la Guerra de la reina Ana.

En cuanto al número de guerreros iroqueses pues a inicios de su gran expansión militar se consideraba que podía movilizar más de 3000 todas las tribus a la vez, otros hablan de 4000 a 5000; la guerra constante causó un gran número de muertes y deserciones reduciendo su número a 2250 en 1689 y 1230 en 1698. Sin embargo, antes de las guerras y pestes, hacia 1595 los cronistas dicen que los iroqueses podían congregar 8000 lanzas. En la práctica, jamás movilizaron más de 2000 guerreros a la vez. Aunque la disminución fue compensada por el acceso a armas de fuego el debilitamiento vivido por la confederación será clave en el desarrollo posterior de los hechos y el fin de sus conquistas. Finalmente, la población iroquesa se estabilizó en torno a los 10 000 individuos, un quinto guerreros, manteniéndose así durante gran parte del siglo XVIII.
A la par del debilitamiento de las naciones indígenas se sumó como otra consecuencia indirecta el desarrollo y expansión de las colonias europeas en América del Norte aunque de modo muy distinto según la metrópolis. Mientras que el modelo de colonización francés fue de un tipo "integrador" buscando evangelizar y cooperar con los indios dispersando a sus colonos convirtiéndolos en cazadores o comerciantes el inglés era de ocupar las tierras indígenas (independiente del método usado) y fundar en ellas sus colonias, concentrando a su gente en granjas y ciudades. Hasta los años 1750 la mayoría de las tribus del Piedmont, fértil región al este de los Apalaches, habían sido expulsadas, conquistadas o absorbidas por la Confederación, permitiendo un vacío que facilitó la colonización británica.

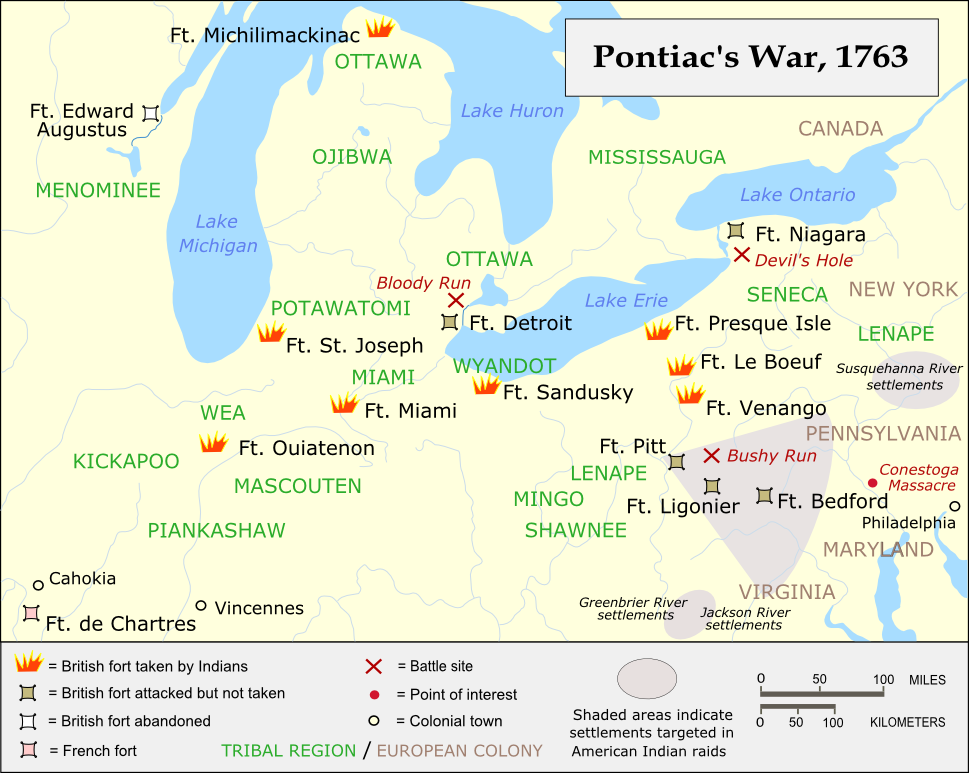
Mapa de la Rebelión de Pontiac (1763-1766). Pueden apreciarse las nuevas ubicaciones de las tribus y las nuevas agrupaciones, surgidas en la región después de las expulsiones por las Guerras Iroquesas y su repoblamiento tras la Gran Paz de Montreal.

De este modo rápidamente los colonos ingleses pasaron a superar en número a sus rivales galos buscando así compensar su desventaja estratégica frente a las colonias españolas y francesas. Además mientras los británicos enviaban a sus minorías religiosas junto delincuentes, vagabundos y aventureros a poblar esas colonias los franceses solo permitieron a católicos convertirse en colonos impidiéndoselo a grupos como los hugonotes por miedo a rebeliones. Las cifras señalan que de este modo por cada colono francés llegado a América los británicos enviaban a cuatro y por cada soldado galo llegaban diez ingleses. Esta disparidad sería una de las claves en la imposición final del dominio británico durante la guerra franco-india (1754-1763).